# JR西日本323系電車
323系電車（323けいでんしゃ）は、西日本旅客鉄道（JR西日本）の直流通勤形電車である。

## 概要
2013年（平成25年）12月24日にJR西日本が発表した『大阪環状線改造プロジェクト』の重点施策のひとつである「車両新製」の一環として大阪環状線・桜島線向けに導入され、国鉄型の4ドア通勤形である103系と201系を置き換えた。2014年（平成26年）5月の一部報道では、大阪環状線の車両が国鉄から引き継いだ4ドア通勤形（103系・201系）とJR移行後に新製された3ドア近郊形（221系・223系・225系）が混在していることから、整列乗車を促進し混雑を緩和するために、新型車両を3ドア通勤形車両として4ドア車を置き換える方向で検討を行っているとしていた。なお、新型車両の導入に先立ち、2014年（平成26年）2月17日から21日までの朝通勤時間帯に221系・223系・225系が大阪環状線とJRゆめ咲線の線内運用に就いていた。この時点ではJR西日本からの公式見解はなかったが、2014年（平成26年）12月8日付けのニュースリリースでドア数は3つとなることが公表された。
車両製造は近畿車輛と川崎重工業が担当し、近畿車輛は2016年（平成28年）度から納入し、川崎重工業は2017年（平成29年）度から納入している。2016年（平成28年）6月24日に近畿車輛で第1編成（クモハ322-1+モハ323-502+モハ322-4+モハ322-3+モハ323-501+モハ322-2+モハ322-1+クモハ323-1）が落成し、報道陣に公開された。第1編成が配置された吹田総合車両所森ノ宮支所において、2016年（平成28年）12月3日に1,000名限定で一般公開が実施された。
2016年（平成28年）9月29日に「323系と大阪環状線改造プロジェクト」として、2016年度グッドデザイン賞（移動用機器・設備部門）を受賞した。

## 車両概説
なお、車両の部位においては大阪駅が基準で、「前位」は京橋・鶴橋方、「後位」は弁天町・桜島方を示す。

### 車体
車体長は19,570/19,500 mm（先頭車/中間車）、車体幅は2,950 mm、20 m級車体に片側3箇所の両開き扉である。これは大阪環状線への将来的なホームドア導入に向けて221系・223系・225系などとドア配置を共通化させるとともに、連結面-車端出入り口寸法を先頭車・中間車で共通化させている。材質はステンレス鋼（SUS301, SUS304）を基本とし、運転台部分のみ高耐候性圧延鋼材 (SPA) が用いられている。外板厚は、妻面が1.5mm、側面が2 mm、運転台が4.5 mmとなっている。全電動車編成とすることによって、車両構体の共通化によるコスト削減が図られている。安全対策として、前面衝撃吸収構造の採用のほか、側面衝突やオフセット衝突対策が実施されている。
前頭部形状および標識灯配置は省エネ・長寿命化の観点から、前部標識灯（前照灯）およびフォグランプはLEDである。標識灯配色はアンバーと白の組み合わせであり、従来車からの変化はない。なお、複数編成を連結しての営業運転はないことから、先頭車間転落防止幌は設置されていない。ストライプやドア横のアクセントカラーとして、吹田総合車両所森ノ宮支所（旧：森ノ宮電車区）に所属した歴代の大阪環状線用車両（101系・103系・201系）の車体色に用いられた大阪環状線伝統の朱色1号（オレンジバーミリオン）が配され、大阪環状線改造プロジェクトのロゴマークが先頭部および側面にデザインされているほか、ドアの位置や動作状況が分かるようにドア上部に大阪環状線改造プロジェクトのロゴマークにちなんだ標記とドア先端に黄色のラインを配置している。4号車は終日女性専用車両として使用されるため、ドア横に女性専用車の標記とともにアクセントカラーをピンク色としている。
側窓はグリーン系の熱線吸収複層合わせガラスを採用し、225系と同様のレイアウトで側扉間は3枚構成、車端は1枚構成である。側扉間の3枚は、側扉側の2枚は降下窓、中央部は大型の1枚の固定窓となっている。乗務員室の前面窓は、グリーン系の電熱線入りの3次曲面で構成された熱線吸収合わせ磨きガラスとしている。外部案内表示器には新たにフルカラーLED式を採用し、従来では分けられていた列車種別と行先表示を一体化させた。これには任意の簡易画像表示も可能であり、例としてクリスマスツリーの表示を行なっている（後述）。環状運転を行う列車では、行き先は「大阪環状線」と表示し、その下に区間ごとに主要駅表示を切り替えて表示する（例：大阪駅から内回り列車は「西九条・新今宮方面」、外回り列車は「京橋・鶴橋方面」）。

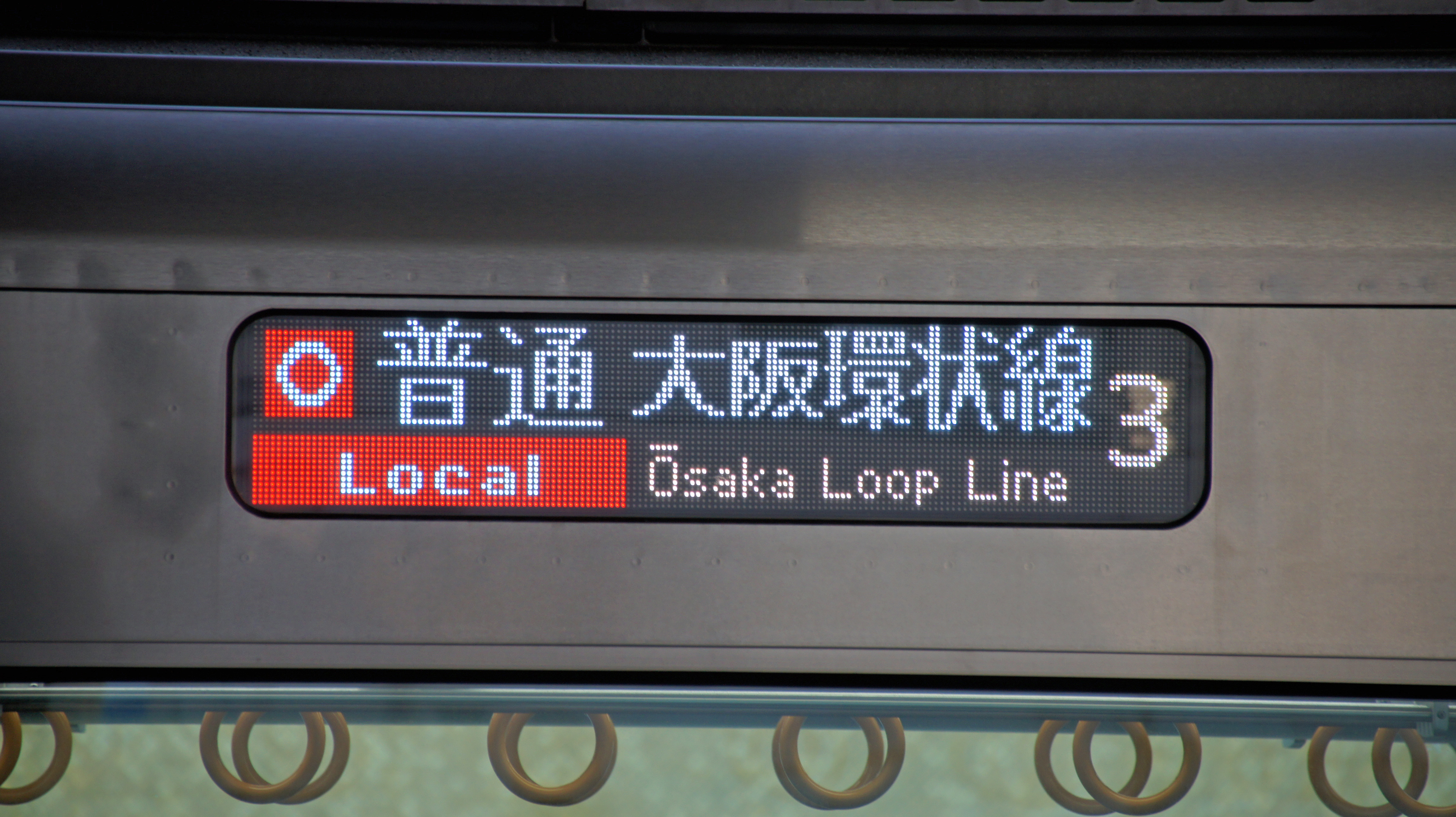
種別・行先表示 （行先英語）
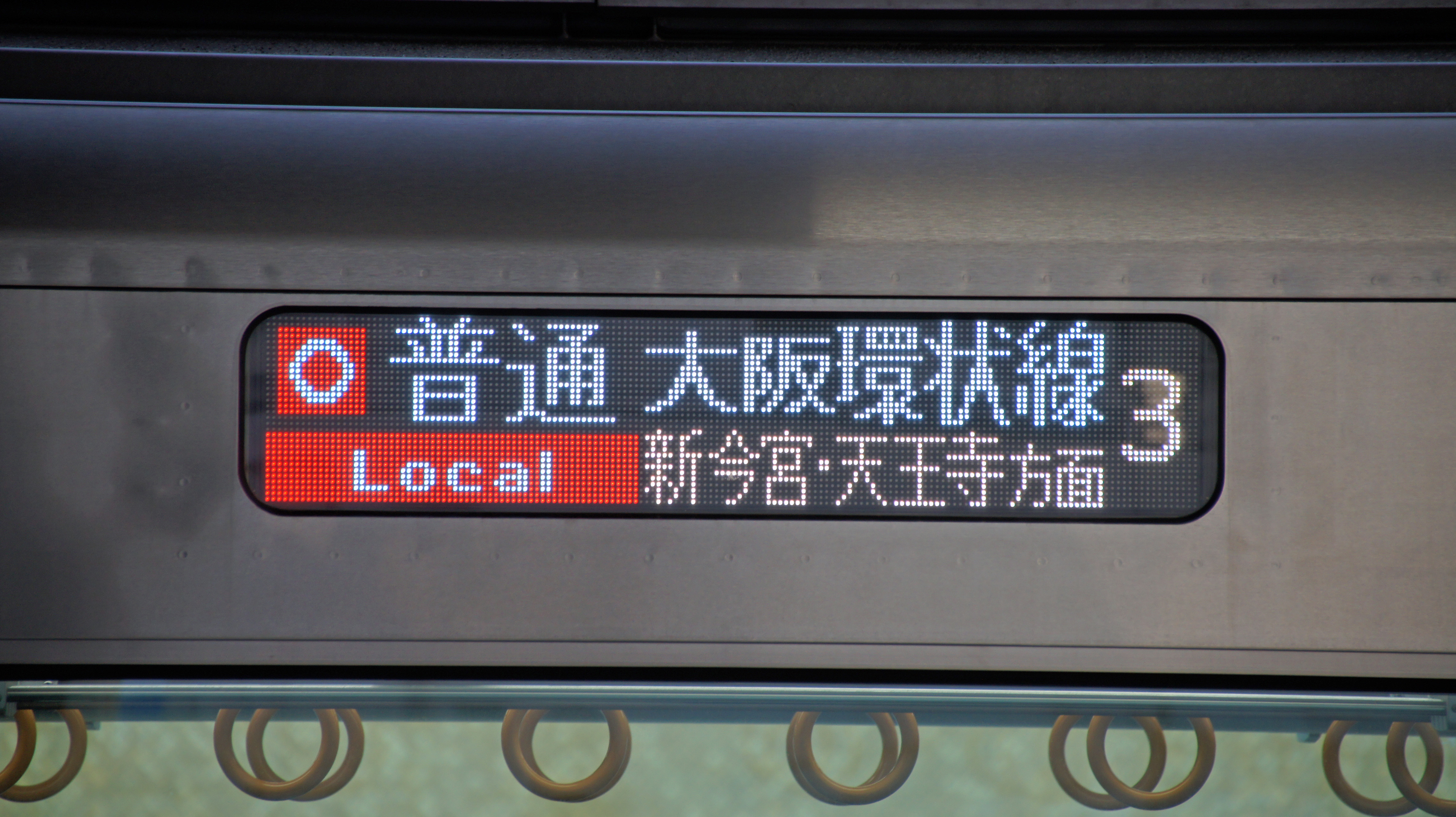
種別・行先表示 （経由地日本語）
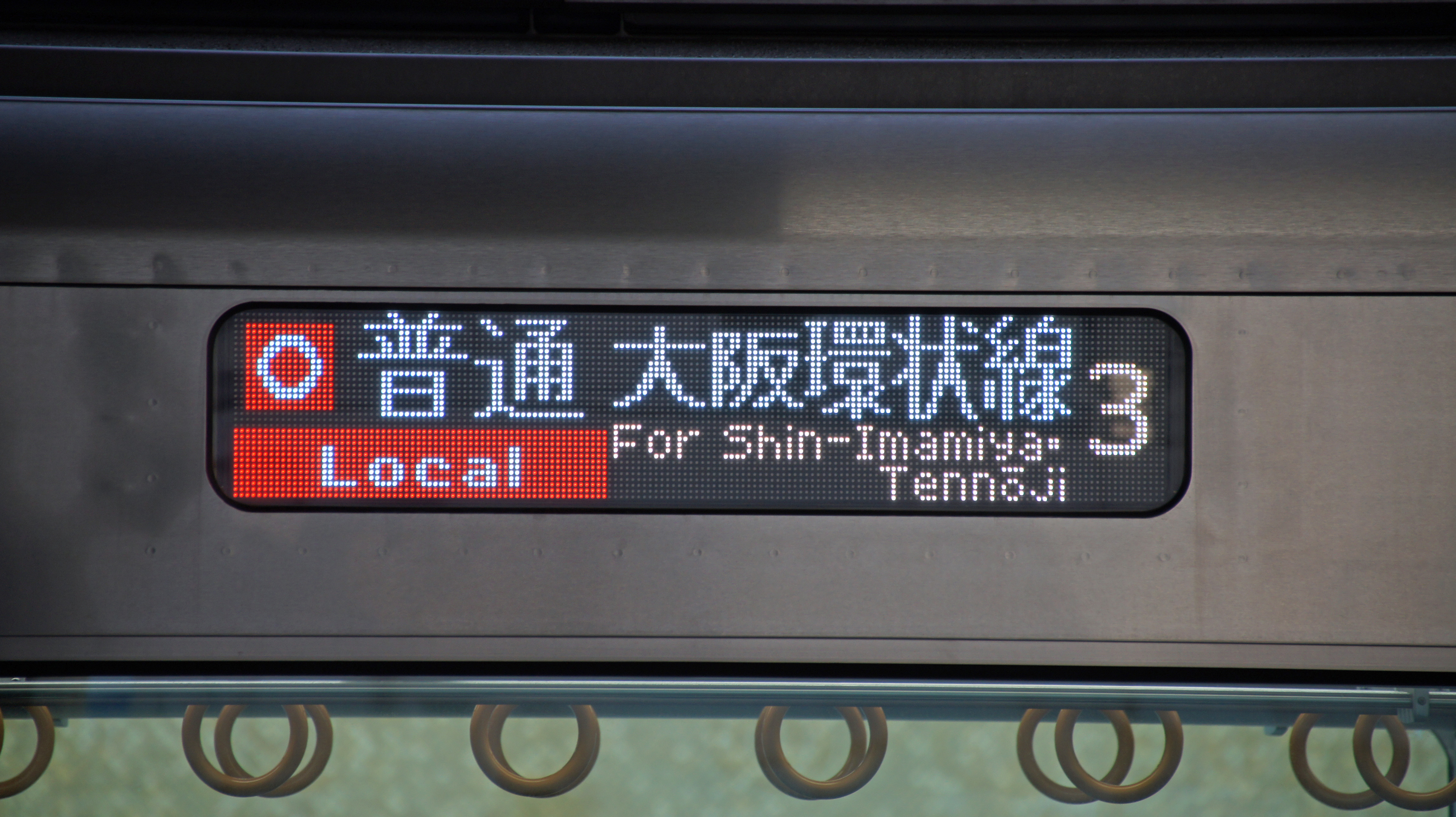
種別・行先表示 （経由地英語）

### 車内
扉間には10人掛け（3人+4人+3人に区切られる）ロングシート、車端部は3人掛けのロングシートを基本としている。また、関空快速・紀州路快速と同じ旋律の車内チャイムを搭載している。
8号車（大阪駅基準で天満方）であるクモハ323形は、扉間を8人掛け（4人+4人）とし、乗降扉周辺での広いスペースを確保するとともに袖仕切りの腰当を設置して混雑対策とした。すべての座席幅は470 mmに拡大され、立ち上がりやすさを考慮して座席高さを450 mmとし、クッション性を向上させるためにSばねを採用した。シートの袖仕切は、乗客の安全を確保するため大形化されており、袖仕切がある座席に座っている乗客の肩を逃がし、袖仕切付近に立っている乗客に広さを感じさせるとともに車内の奥へ誘導できる効果を持たせるため、斜めに取付けられている。モケットは緑色である。つり革や手すりは大型化され、緊急時につかまりやすく考慮されており、オレンジ色に変更されている。また、手すりの端部を曲線化することにより、乗客が手すりに衝突した時でも衝撃力が集中しないように配慮されている。優先座席には個別に肘掛けを備え、立ち上がる際の補助として使用できるように配慮した。その他にも、汚れやすい部分は凸凹をなくすとともに直角に交わる部分を極力少なくすることで、清掃がしやすい工夫が図られている。その他にも、試行設置として防犯カメラや各車両の天井部に空気清浄機を設置している。
車内照明は、汎用性のある直管型の昼白色LEDを採用して省エネルギー化の推進を図っており、天井は灯具と一体化して、できるだけ影が出ないように凸凹をなくしており、光源が天井面に反射して車内を明るくできるようにしている。また、女性専用車両である4号車に連結されるモハ322形は、識別のため電球色LEDを採用しており、そのほかにも客室の荷棚や車内案内ディスプレイの下部に女性専用車両の案内表示を付けることで識別化を図っている。
車いす・ベビーカースペースは各車両3位寄りに1か所（クモハ322形のみ1位寄り）設置する。車端部の貫通扉は少ない力で開く事が出来るアシストレバー付貫通扉となっている。客用ドアの室内側には黄色のラインを追加し、鴨居部には扉開閉予告灯を2灯設置している。ドアエンジンは直動空気式である WTK132 を採用し、戸締め力弱め機能、戸挟み検知機構および隙間風防止機構を備える。また、客室扉の車外および車内の横には、扉が半自動時において扉を開閉させる半自動スイッチが設置されている。
車内案内表示装置は225系と同様に液晶表示器を設置することとしたが、225系や321系と比べて増設され、鴨居部に6か所（12面）と妻部に2か所（4面）の1両あたり16面搭載されている。鴨居部寸法と機器互換性の面から、液晶サイズは17インチで統一されている。車内案内表示装置での広告コンテンツの更新は、従来では沿線WANによるエリア内での数ヶ所の拠点から行われていたのを、基地局の多い汎用方式（WiMAX）に変更している。
日本国内でのインターネット接続環境に対する訪日外国人のニーズの高まりに対して車内にWi-Fi設備を導入していたが、2024年（令和6年）3月をもって阪和線223系・225系とともに無料Wi-Fiサービスを終了した。
車内自動放送装置を装備しており、通常は日英2言語であるが、設定により英語のみ自動放送や、日英中韓の4言語などに設定することも可能である。

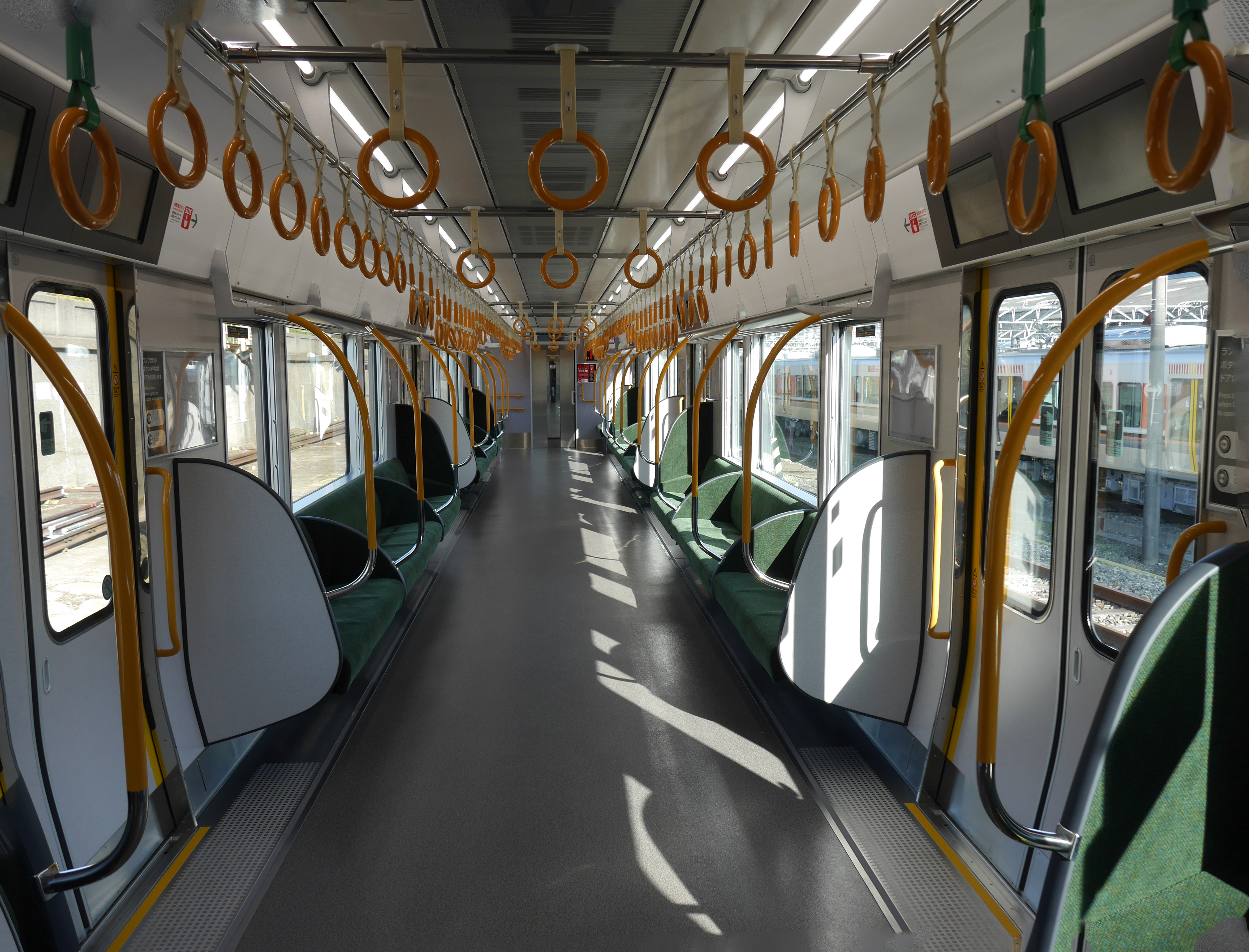
一般車の車内
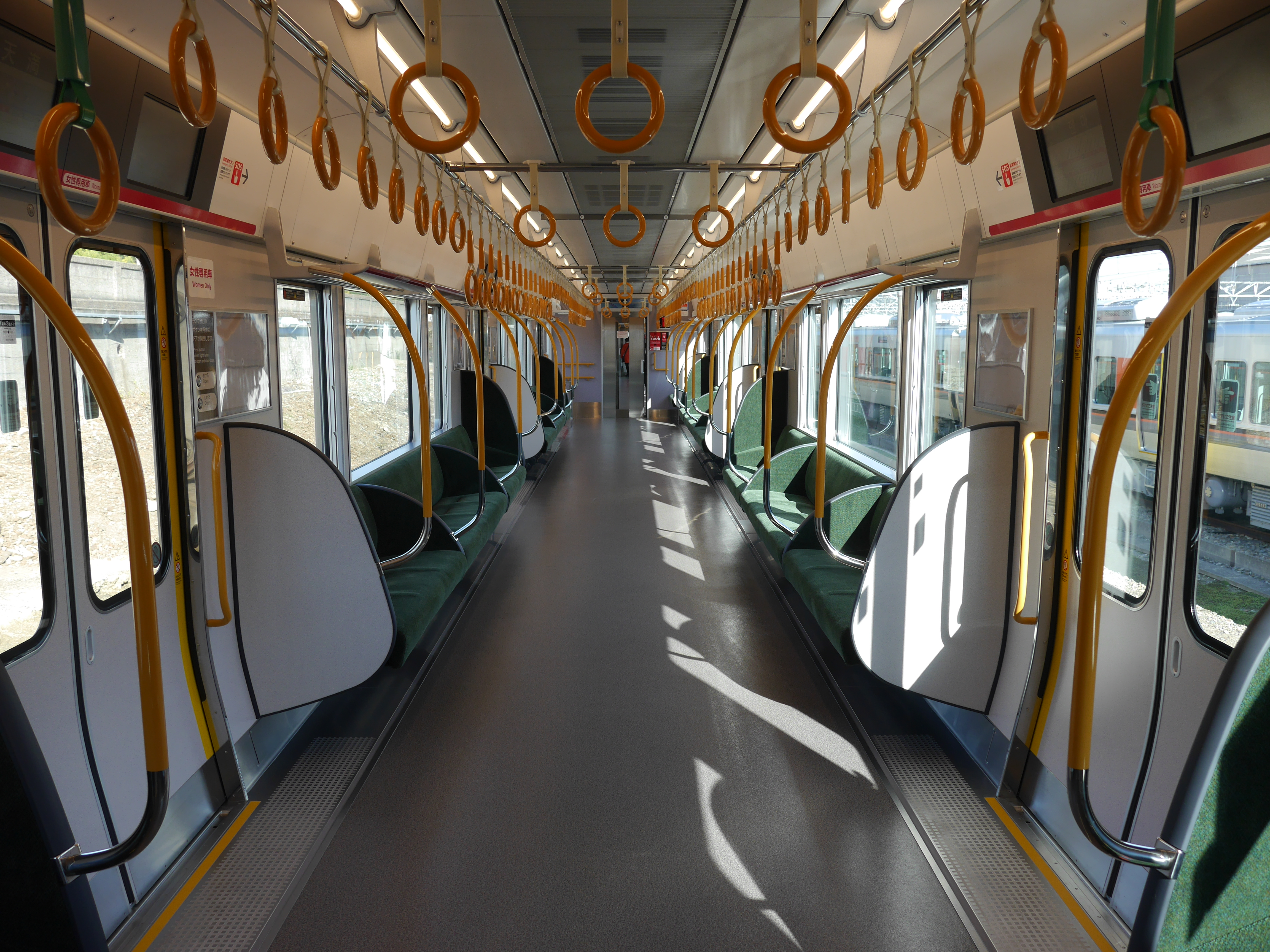
女性専用車の車内。 一般車とは照明の色が異なる。
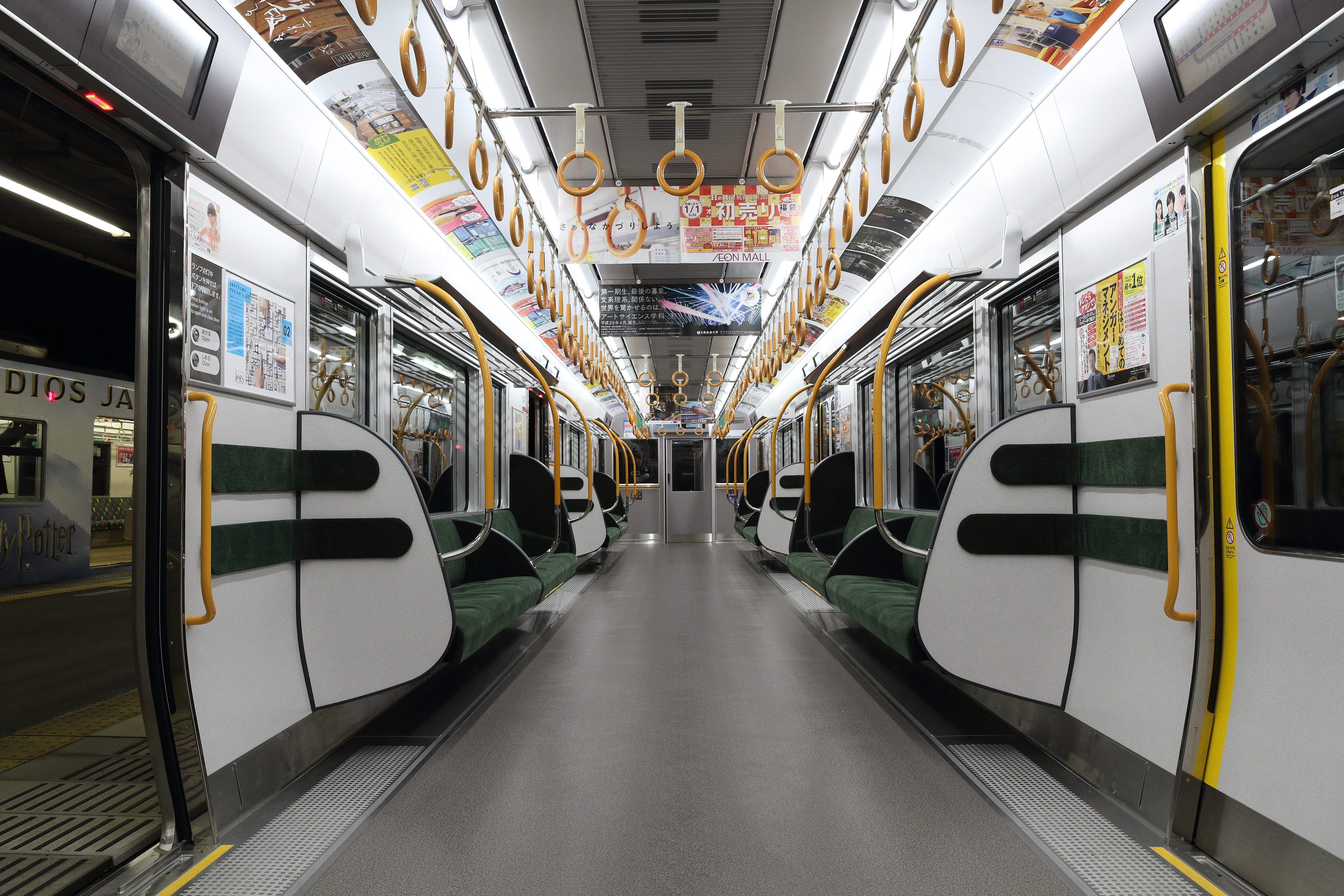
扉脇のスペースを拡大した8号車
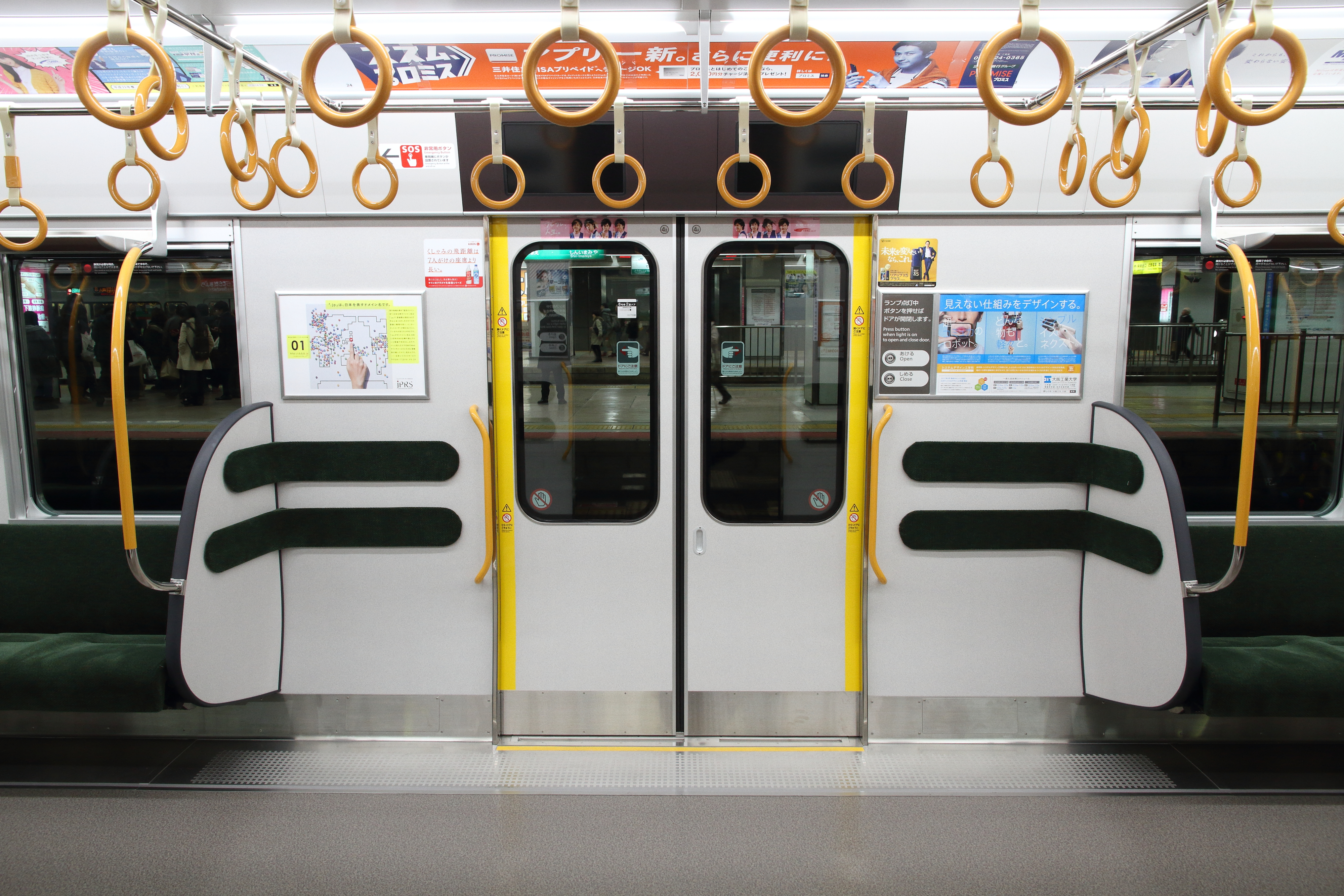
8号車の扉付近
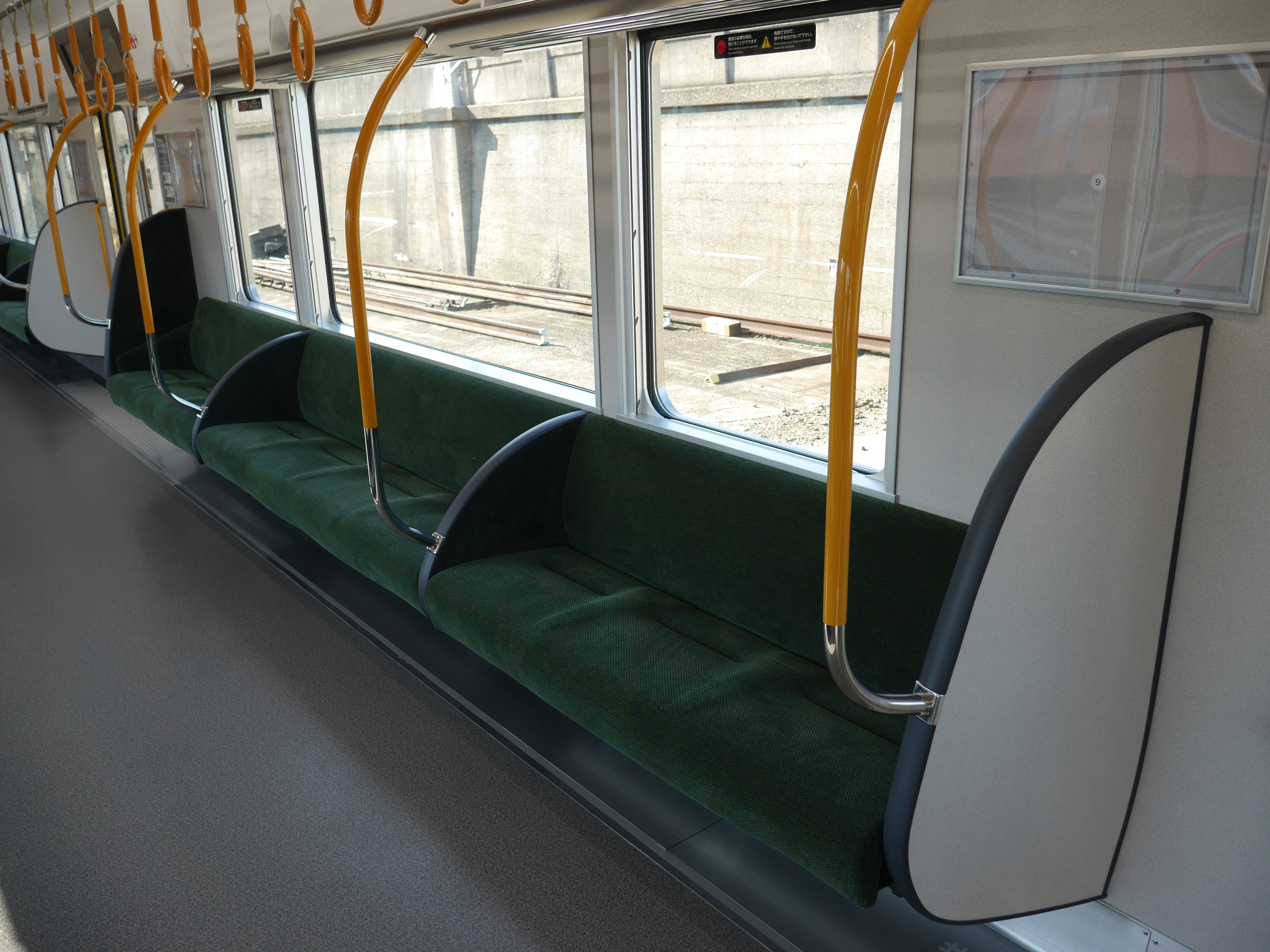
扉間の座席
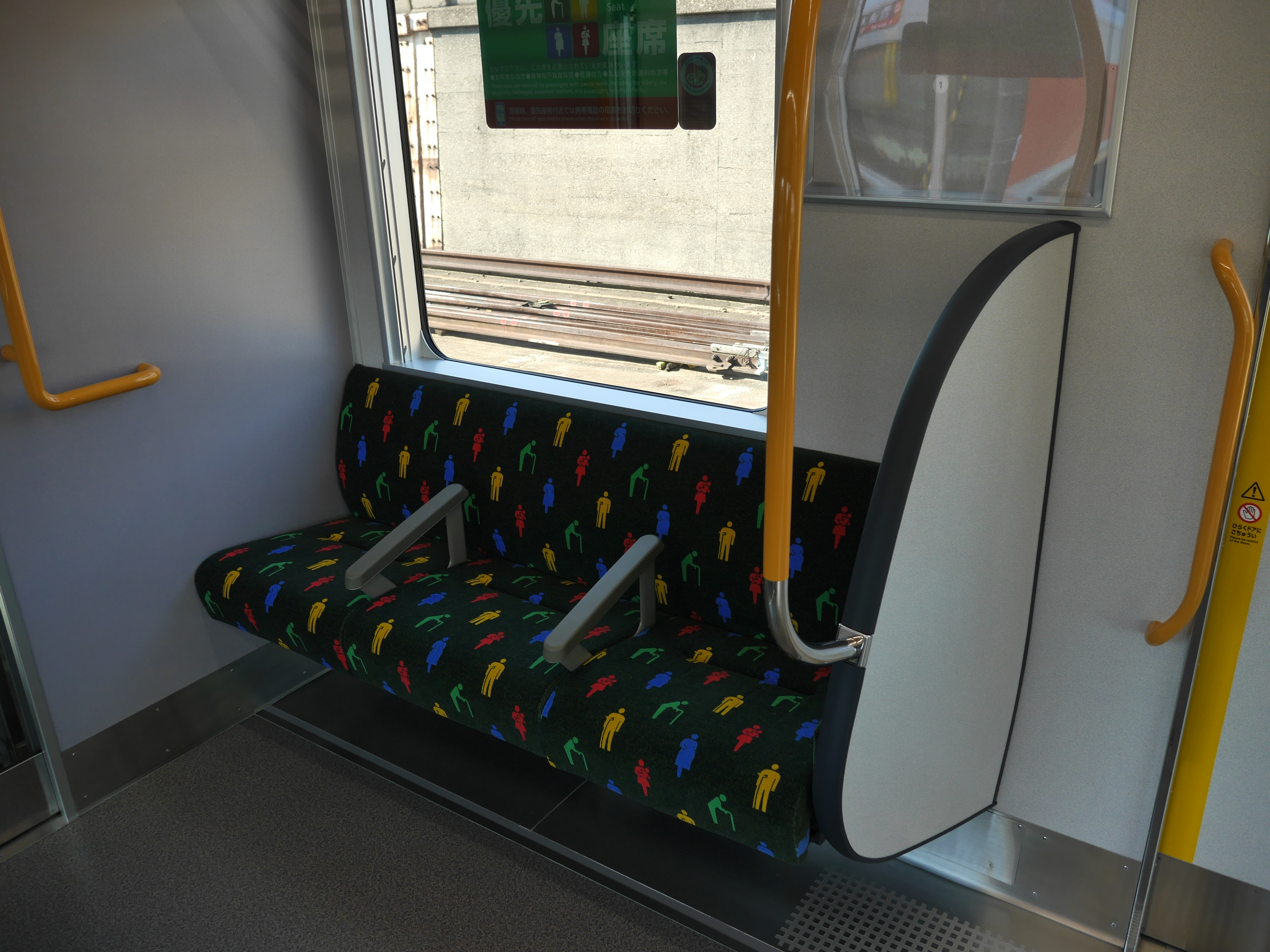
優先座席
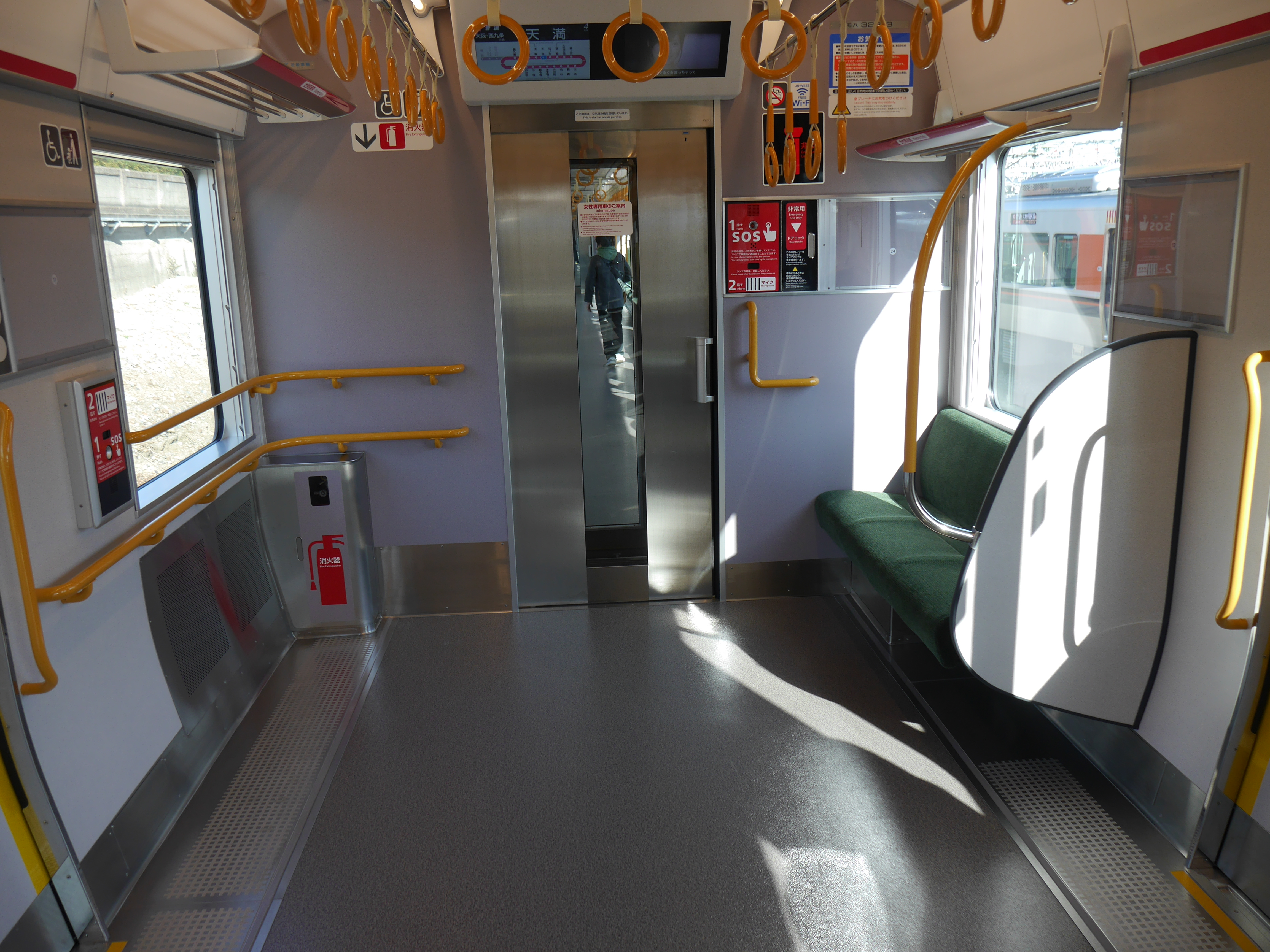
各車両3位寄りに設置された車いす・ベビーカースペース
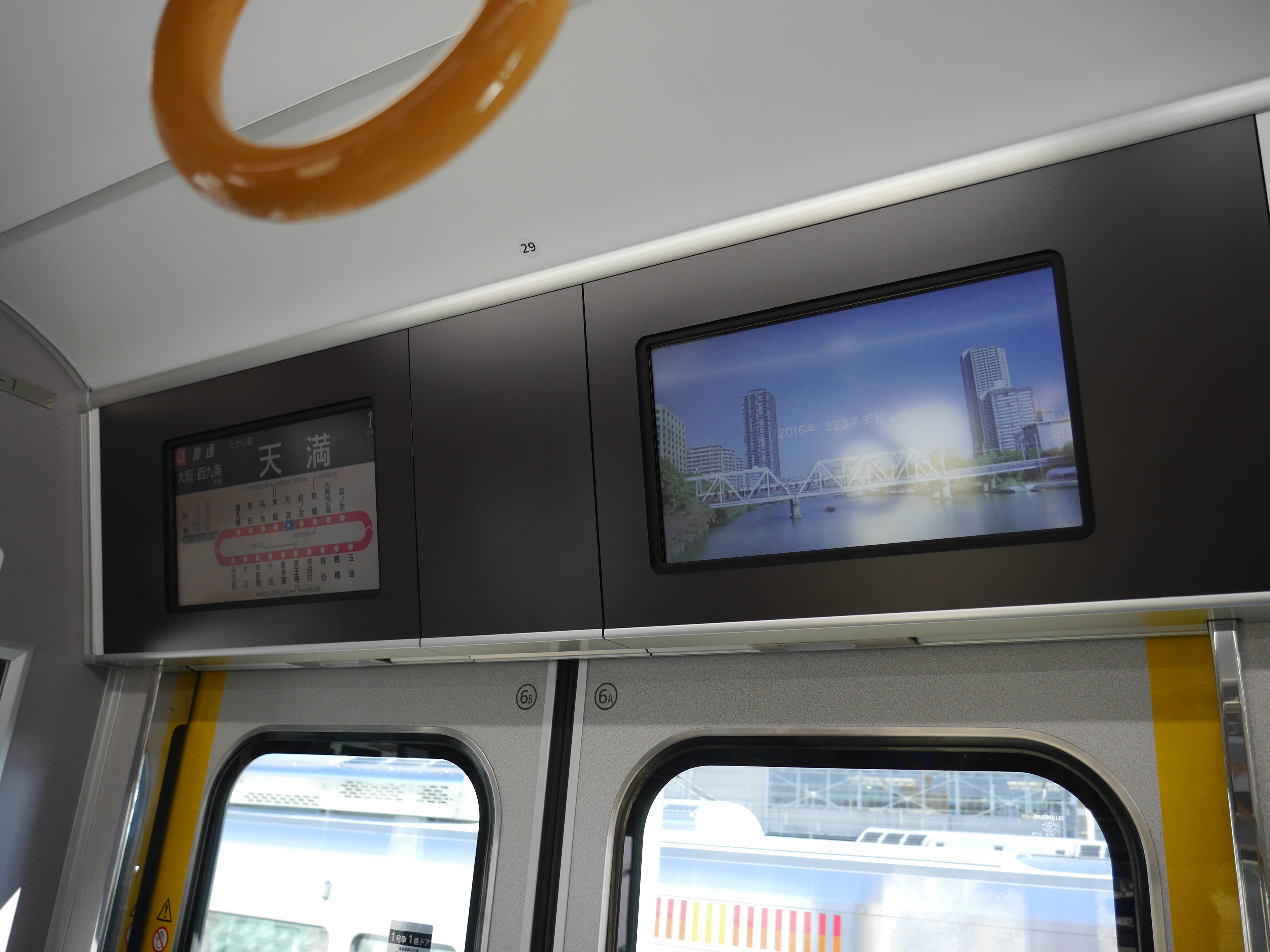
ドア上の車内案内表示装置
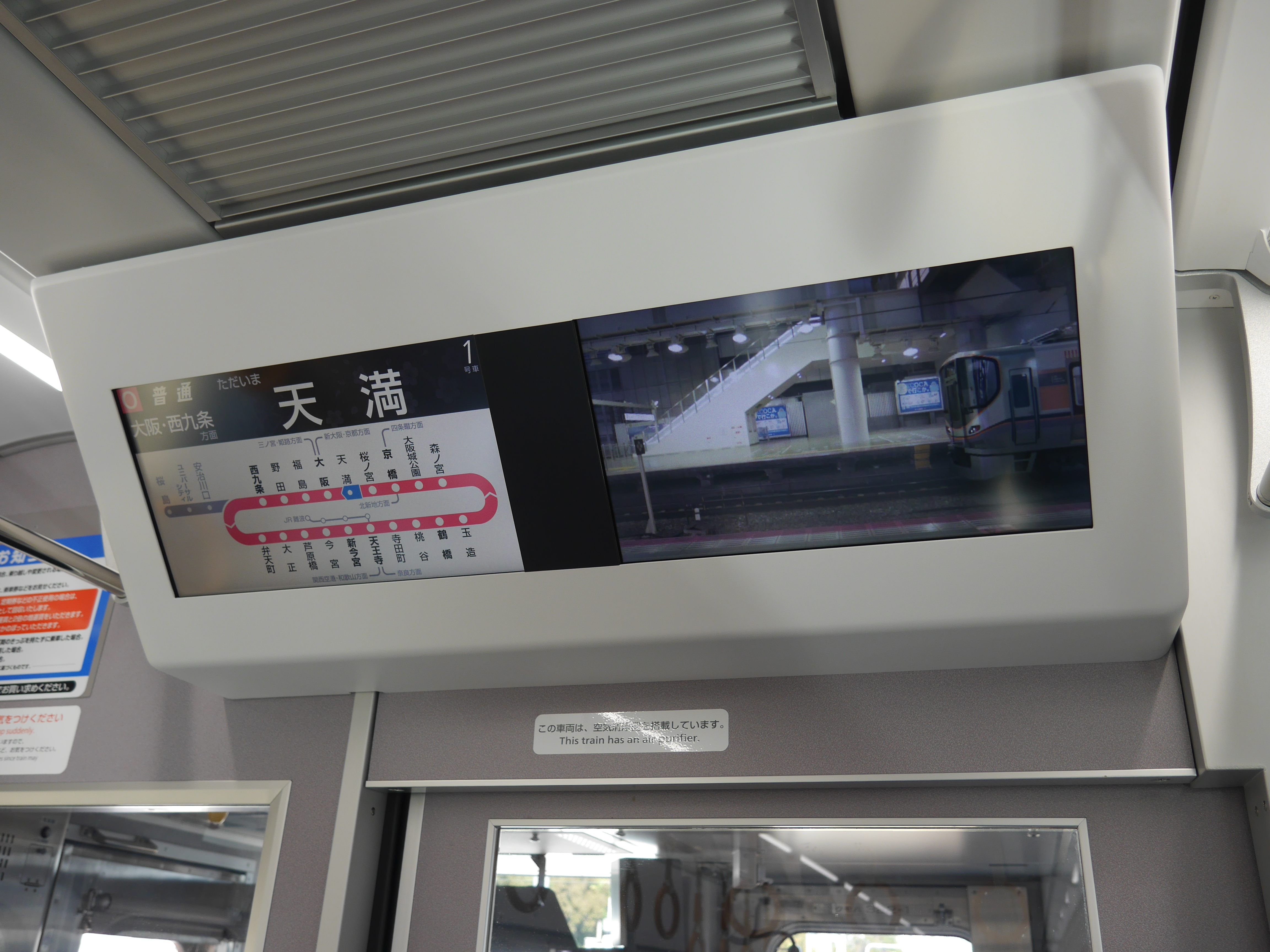
貫通扉上の車内案内表示装置
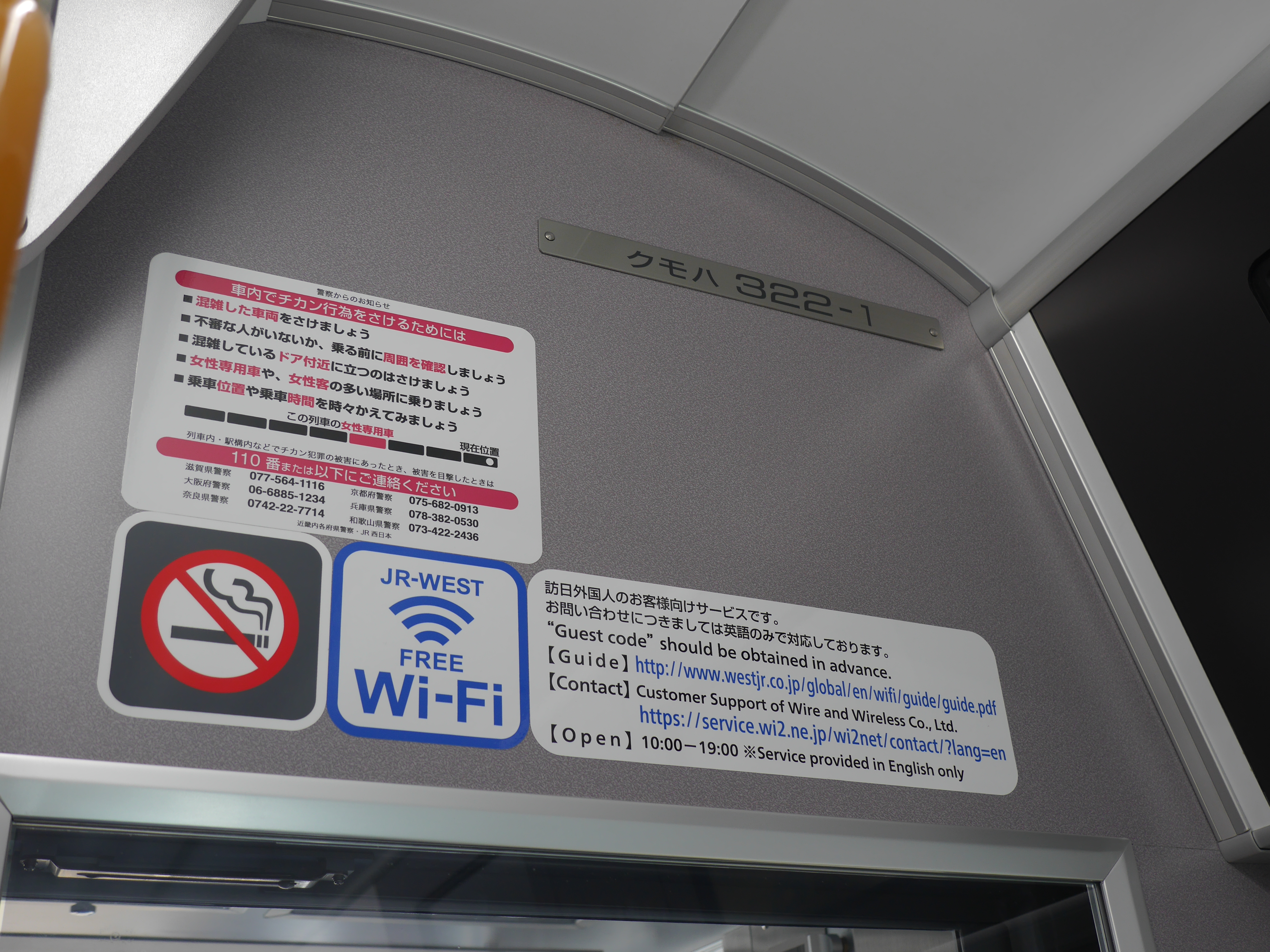
Wi-Fiが設置の表示 （英語のみ案内）

#### 運転台
運転台計器盤は計器類と表示灯を廃し、タッチパネルの液晶モニターに表示するグラスコックピット構造の計器盤設定器を運転台正面に2台と右側そで部に1台を採用する。JR西日本の在来線車両では227系についで2例目である。主幹制御器は、221系以来実績のあるブレーキとマスコンが別々の横軸ツインレバー型としている。ただし、EB-N装置搭載の関係で力行側のレバーの形状が変更されている。
ワイパーは運転士側に予備を含めて2本、助士側に1本、貫通扉に1本の計4本を装備する。

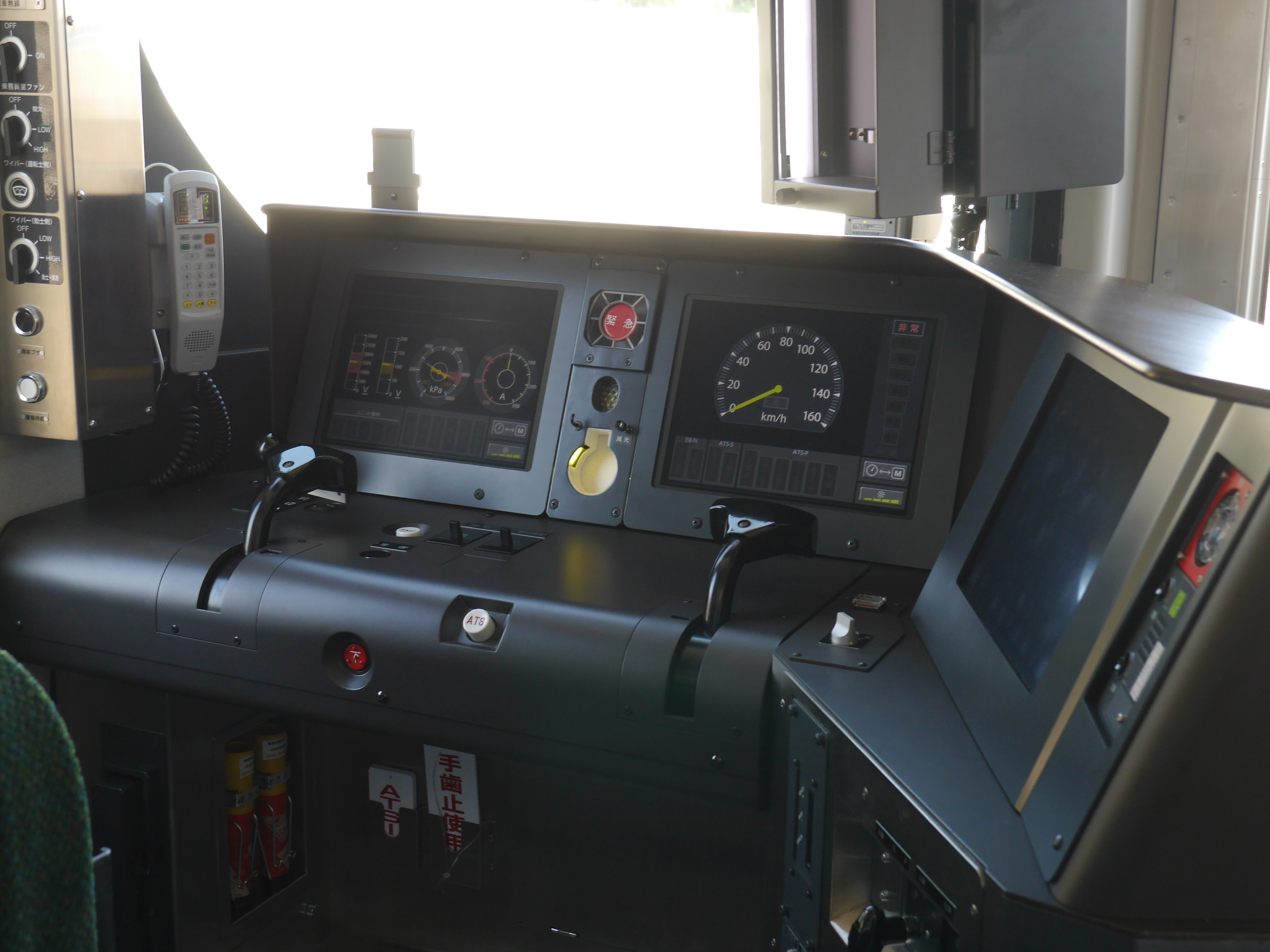
運転台

### 機器類
1車両中に動力台車と付随台車を1台ずつ配置し運転に必要な機器類を1両にまとめて搭載する「0.5Mシステム」と呼ばれる考え方を基本とし、すべての車両が電動車となっている。そのため、全車両に車両制御装置を搭載することを基本とし、クモハ323形・モハ323形には集電装置および空気圧縮機を装備している。
221系以降の設計思想を引き継ぎ、1 - 3位側（海側）に空制部品関係を、2 - 4位側（山側）に電気部品関係を集中的に配置する。
車両制御装置は三菱電機が製作しており、 WPC16 と呼称される。主電動機を制御する主回路部と補機類の電源となる補助電源部（補助電源装置）が一体箱化したユニットである。主回路部はSiC適用のMOSFET素子を使用した2レベル電圧形PWMインバータで、インバータ1基で2基の主電動機を制御する1C2M構成のVVVFインバータを搭載する。これにより、力行時の消費電力量を削減するとともに、回生ブレーキ時において発生する回生電力を効率よく架線に戻すことができる。補助電源部はIGBT素子を使用した2レベル電圧形PWMインバータで三相交流440 V、75 kVAの容量を有しており、インバータをCVCF制御し、他車の車両制御装置の補助電源部と並列運転を行うことで故障時の編成全体での冗長性を確保する設計である。主回路部に採用されたSiC適用のMOSFET素子は従来のIGBT素子と比べて絶縁破壊電圧が高いため、半導体構造を小さくすることが可能であり、機器の小型化が可能となるが、IGBT素子を使用している補助電源部と一体化構造としているため、大幅な車両制御装置の小型化が図れないことや、225系などの在来車で使用されている機器との互換性を考慮して、機器箱寸法および機器構成・容量を225系と同寸法としている。
集電装置はシングルアーム型パンタグラフ WPS28E が採用され、クモハ323形・モハ323形後位寄りに加え、モハ323形0番台前位寄りにも予備パンタグラフとして搭載する。バネ上昇式・空気下降式であり、大容量集電カーボンすり板、上昇検知装置および電磁カギ外し装置を備える。
主電動機は全閉式かご形三相誘導電動機 WMT107 が採用され、各車両に2基搭載する。1時間定格出力は220 kW以上である。全閉式とすることで車内静穏化を図るとともに、非分解での軸受交換を可能とすることでメンテナンス性を向上させている。主電動機を全閉式としたため、これまでの車両に存在した主電動機の冷却風取り込み口が本系列には存在しない。
空調装置は、新鮮外気導入機能を備えた集約分散式の WAU708B を屋根上に1両あたり2台搭載しており、容量は20,000 kcal/h以上である。
車両情報システムとして、デジタル転送装置を採用する。国際規格に準拠した100 Mbpsイーサネットを採用し、システムの標準化、高品質化、車両設計、製作の効率化を図っている。
車両異常挙動検知システムを装備しており、連結器脇に車両挙動監視装置を1両あたり2基、車両制御装置の脇には車両挙動表示灯箱が1両あたり2基搭載される。鉄道総合技術研究所（鉄道総研）が新たに開発した空転制御システムが採用されている。
電動空気圧縮機は、JR西日本テクノスが製造した除湿装置と一体化した低騒音型スクリュー式（WMH3098A-WRC1600）で、クモハ323形・モハ323形0番台に搭載する。編成中間に位置するモハ323形には空気圧縮機が省略、搭載準備工事にとどめられ、車両番号が原番に500を足した500番台として区別された。この措置によって通常のモハ323形0番台車両に欠番が生じており、将来500番台車両に空気圧縮機を搭載し0番台への改番がなされた場合、単純に現番号−500で容易に欠番を埋められるようになっている。
各車両には、電動空気圧縮機から供給された空気を貯蔵する元空気タンクとドアの開閉などで用いる制御空気タンクを一体化した二室空気タンクが車両中央付近に1基、常用・非常ブレーキで用いる供給空気タンクが台車近傍の山側に2基搭載されている。
台車は軸箱支持装置が軸梁式のボルスタレス台車である。将来的な速度向上を鑑み、ヨーダンパとアンチローリング装置搭載は準備工事としている。奇数形式（クモハ323形・モハ323形）の場合は前位寄りに付随台車、後位寄りに電動台車を装着している。偶数形式（クモハ322形・モハ322形）の場合はその逆である。電動台車は WDT63C と呼称され、基礎ブレーキは踏面片押しユニットブレーキである。付随台車は中間車（モハ323形・モハ322形）が WTR246H 、先頭車（クモハ323形・クモハ322形）が WTR246I と呼称され、基礎ブレーキは踏面片押しユニットブレーキ+1軸2枚のディスクブレーキである。加えて、WTR246I にはバネ式駐車ブレーキが備えられている。一部編成のクモハ322形に搭載される WTR246I にはレール塗油器が取り付けられる。
連結器は1編成を1車両として運用する考え方を基本としたため、中間連結部は半永久連結器を使用することを基本としている。検修の都合上、3両と5両に分割できるようにするためにモハ322形（6号車）後位およびモハ323形500番台（5号車）前位は密着連結器としている。先頭車運転台寄りの連結器も密着連結器としているが、営業列車での増解結作業が存在しないことから、電気連結器・自動解結装置は搭載しない。すべての連結器にばね式胴受けと元空気ダメ間引き通しを備えている。
保安装置は、新製当初からATS-SW,ATS-Pのほか、EB・TE装置、映像音声記録装置に加えてEB-N装置が新たに搭載される。警笛は、AW-2およびAW-5、補助警笛のミュージックホーンが先頭車両床下に搭載される。
先頭車の運転台寄り（クモハ323形前位寄りおよびクモハ322形後位寄り）の下部にはドア誤扱い防止対策用のホーム検知センサーが取り付けられている。

## 形式
- クモハ323形（Mc）

前位向き制御電動車。前位寄りに運転台、3位寄りに車椅子スペースを備え、車両制御装置、蓄電池、空気圧縮機、集電装置などを搭載する。
- クモハ322形（M'c）

後位向き制御電動車。1位寄りに車椅子スペース、後位寄りに運転台を備え、車両制御装置、蓄電池などを搭載する。
- モハ323形（M・M5）

中間電動車。3位寄りに車椅子スペースを備え、車両制御装置、蓄電池、空気圧縮機、集電装置などを搭載するが、500番台 (M5) は空気圧縮機を搭載しない。
- モハ322形（M'）

中間電動車。3位寄りに車椅子スペースを備え、車両制御装置、蓄電池などを搭載する。

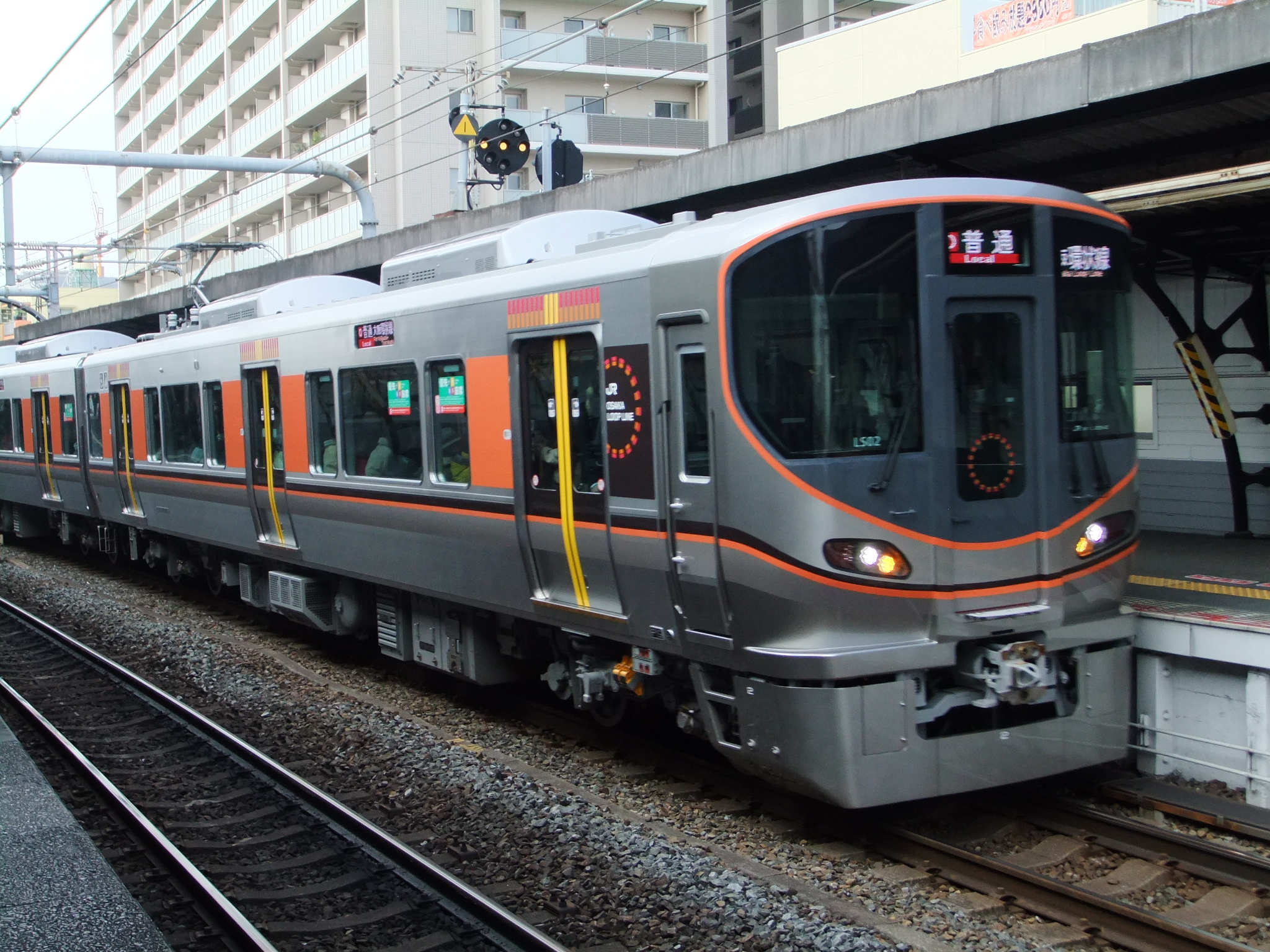
クモハ323-2
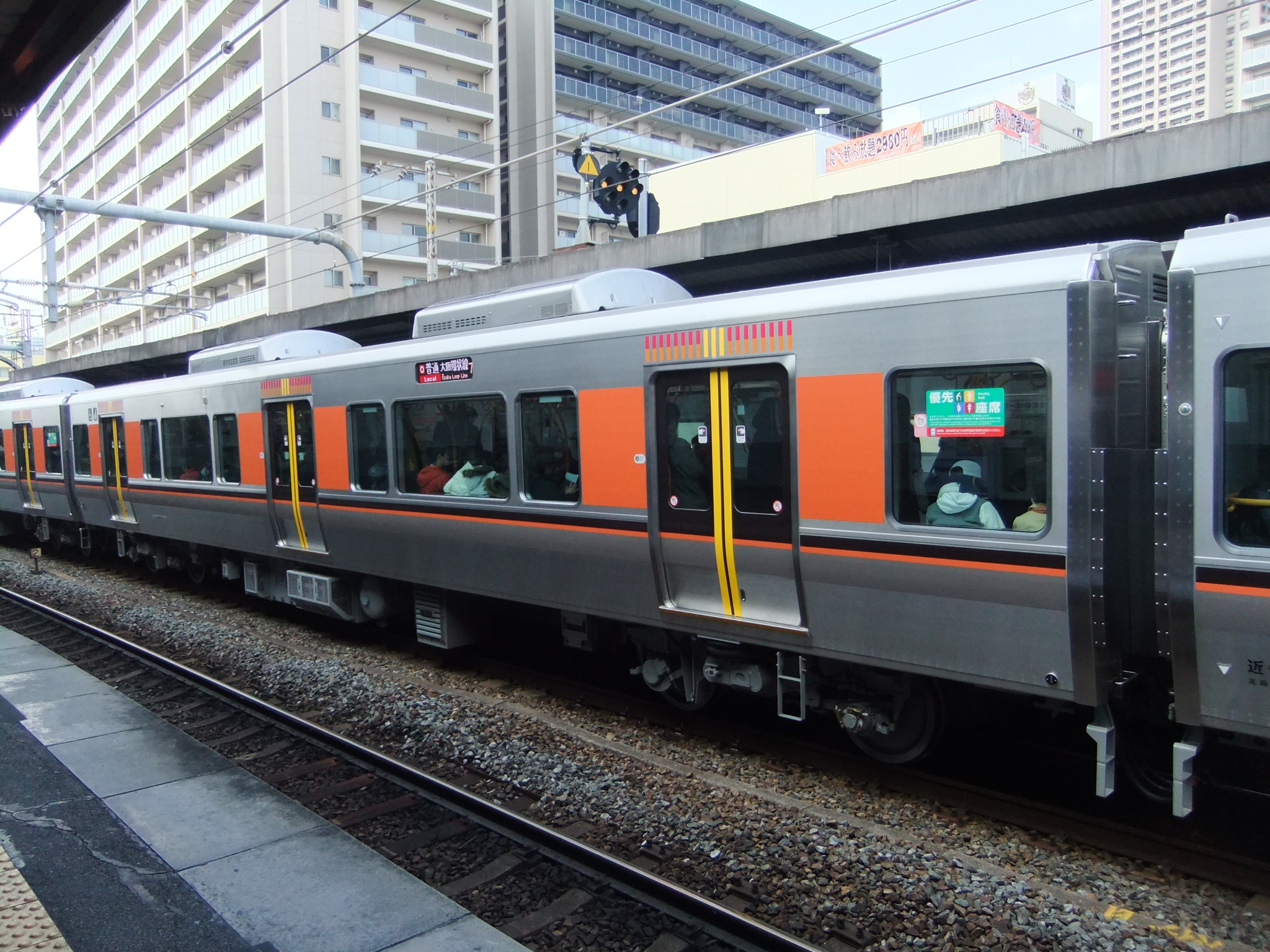
モハ322-5
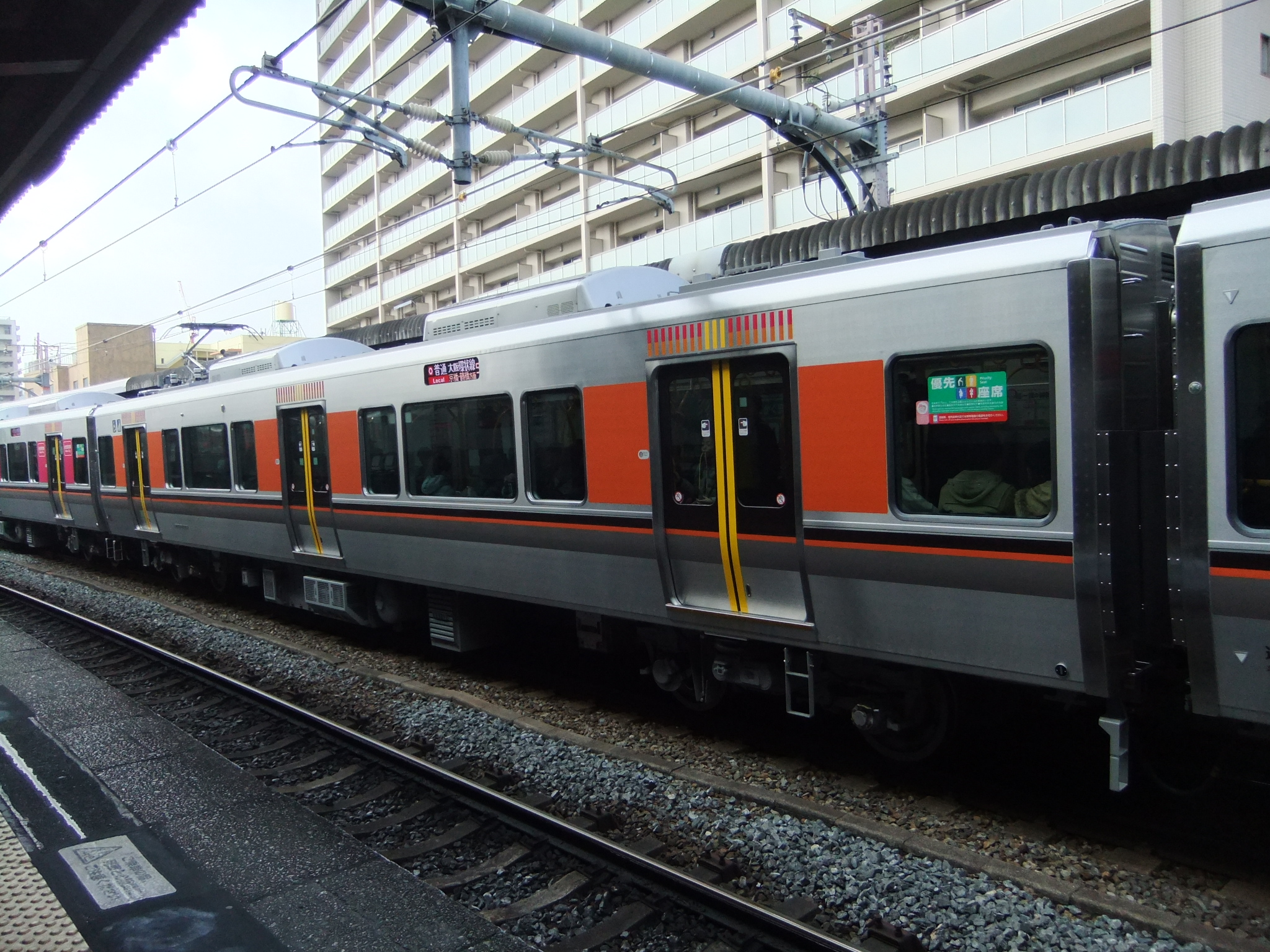
モハ323-503
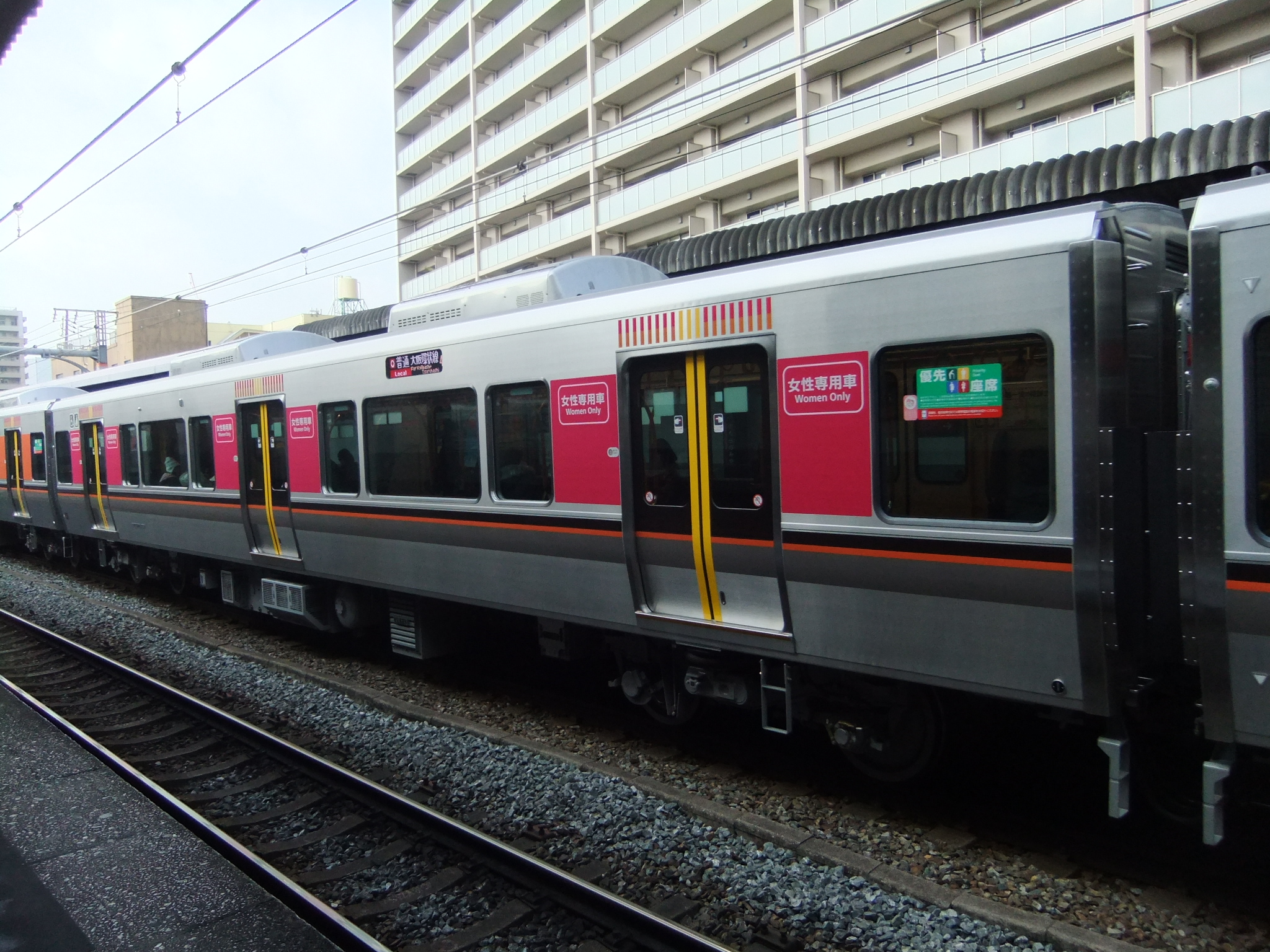
モハ322-7 (女性専用車)
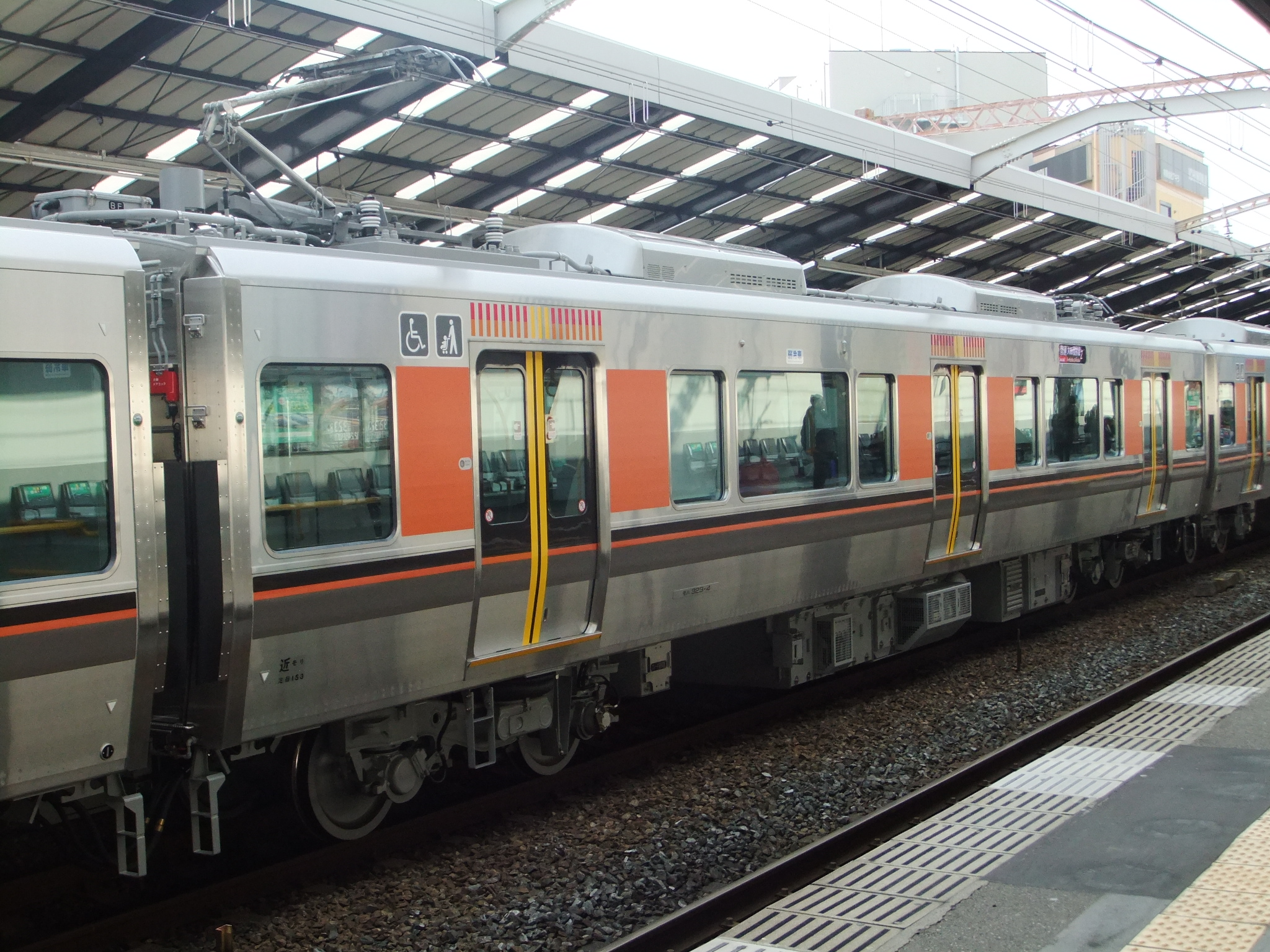
モハ323-4
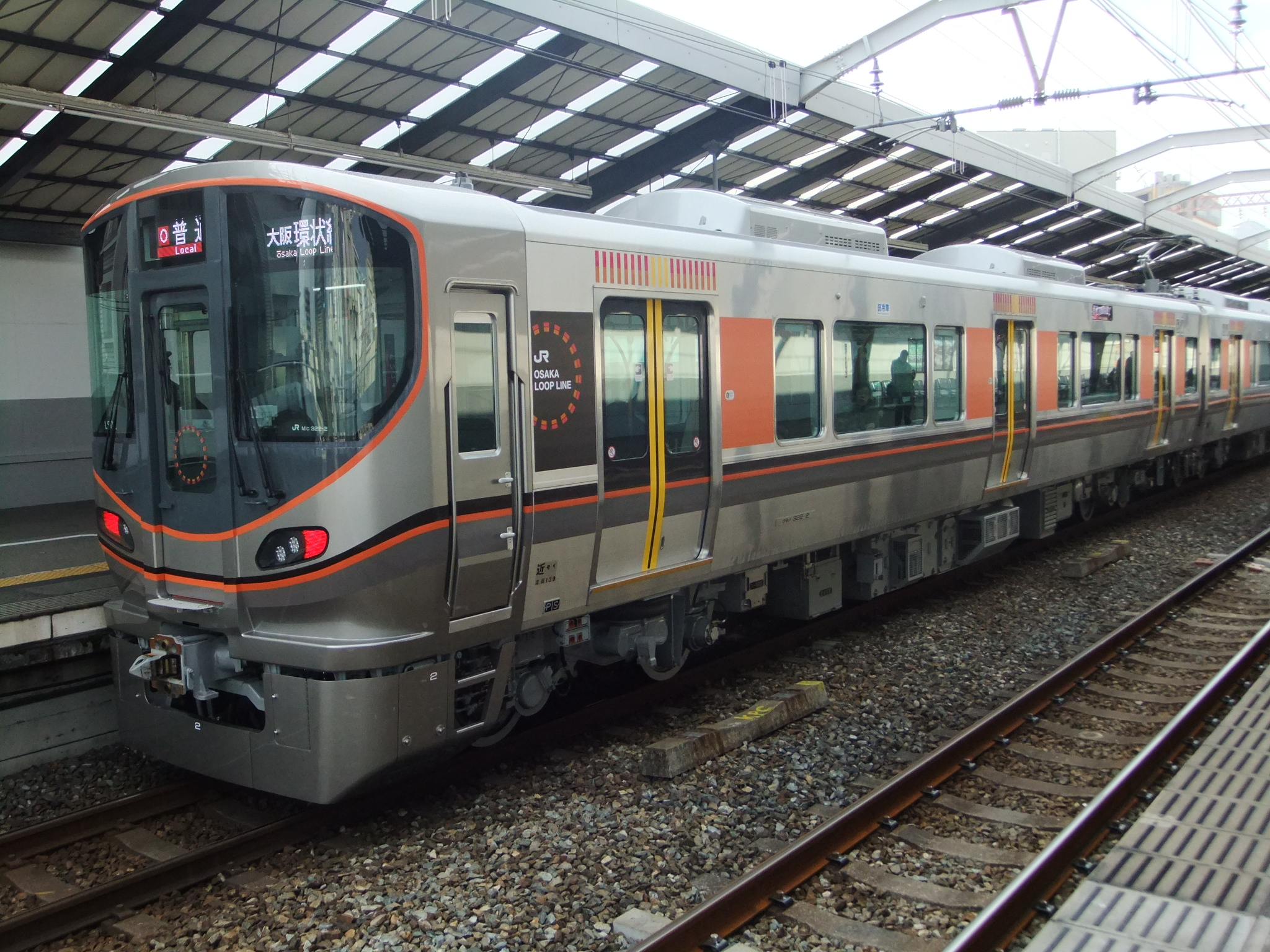
クモハ322-2

| 大阪駅基準← 京橋・鶴橋（外回り）西九条・弁天町（内回り）・桜島 → | 大阪駅基準← 京橋・鶴橋（外回り）西九条・弁天町（内回り）・桜島 → | 大阪駅基準← 京橋・鶴橋（外回り）西九条・弁天町（内回り）・桜島 → | 大阪駅基準← 京橋・鶴橋（外回り）西九条・弁天町（内回り）・桜島 → | 大阪駅基準← 京橋・鶴橋（外回り）西九条・弁天町（内回り）・桜島 → | 大阪駅基準← 京橋・鶴橋（外回り）西九条・弁天町（内回り）・桜島 → | 大阪駅基準← 京橋・鶴橋（外回り）西九条・弁天町（内回り）・桜島 → | 大阪駅基準← 京橋・鶴橋（外回り）西九条・弁天町（内回り）・桜島 → | 大阪駅基準← 京橋・鶴橋（外回り）西九条・弁天町（内回り）・桜島 → |
| ---------------------------------------------------------------- | ---------------------------------------------------------------- | ---------------------------------------------------------------- | ---------------------------------------------------------------- | ---------------------------------------------------------------- | ---------------------------------------------------------------- | ---------------------------------------------------------------- | ---------------------------------------------------------------- | ---------------------------------------------------------------- |
| 号車番号                                                         | 8                                                                | 7                                                                | 6                                                                | 5                                                                | 4                                                                | 3                                                                | 2                                                                | 1                                                                |
| 形式                                                             | ＞ クモハ323 -#0 （Mc）                                          | モハ322 -#0 （M'）                                               | モハ322 -#0 （M'）                                               | ＞ モハ323 -#500 （M5）                                          | モハ322 -#0 （M'）                                               | モハ322 -#0 （M'）                                               | ＜＞ モハ323 -#0 （M）                                           | クモハ322 -#0 （M'c）                                            |
| 搭載機器                                                         | Cont, CP                                                         | Cont                                                             | Cont                                                             | Cont                                                             | Cont                                                             | Cont                                                             | Cont, CP                                                         | Cont                                                             |
| 車両重量 （t）                                                   | 39.7                                                             | 36.1                                                             | 36.1                                                             | 36.3                                                             | 36.1                                                             | 36.1                                                             | 37.0                                                             | 39.1                                                             |

凡例
- Cont：車両制御装置
- CP：空気圧縮機
- ■：女性専用車両

## ラッピング車両

### 車体一部ラッピング

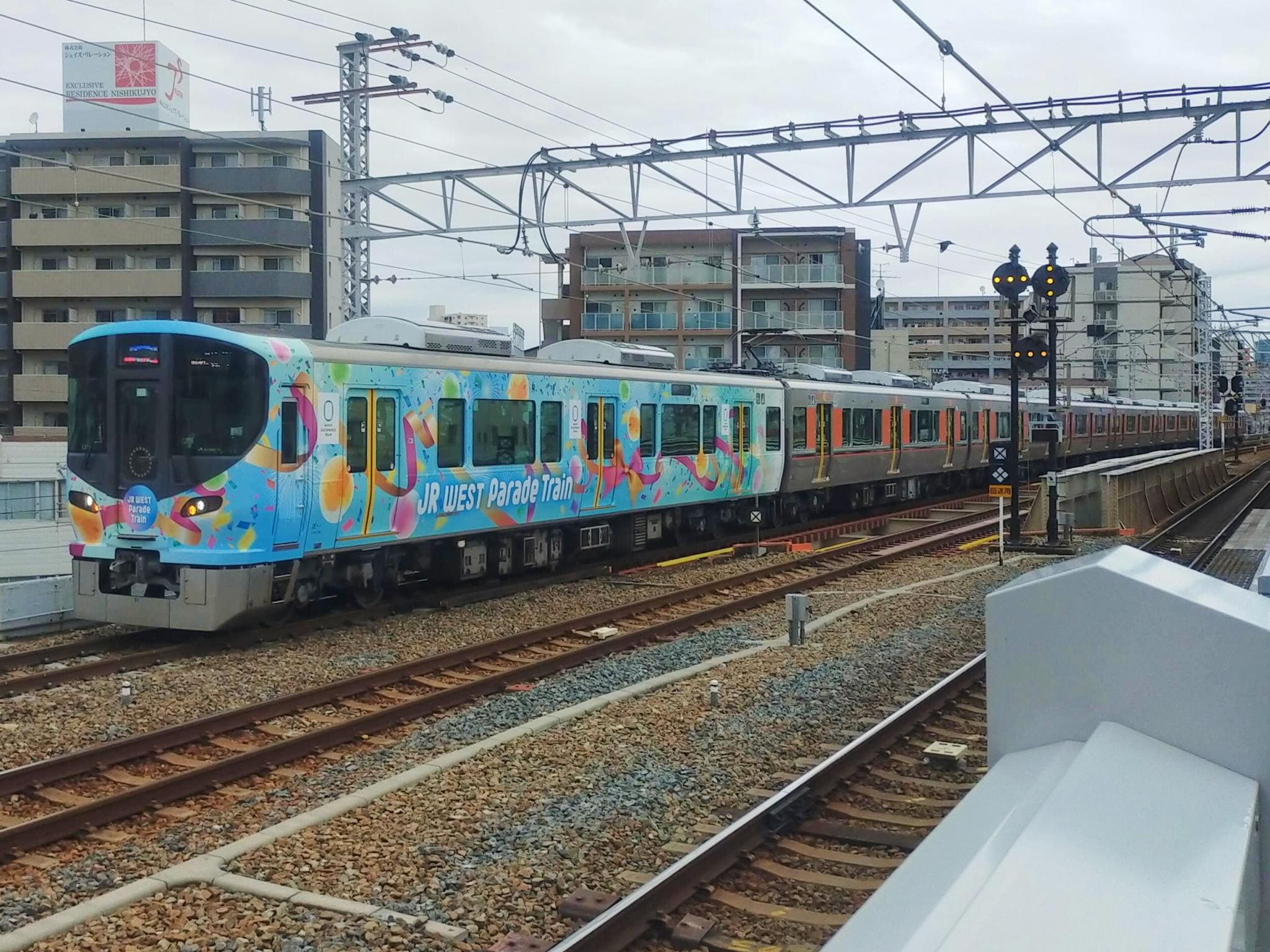
「エキスポライナー」で運用中の「JR WEST Parade Train」
（2025年3月16日 西九条駅）

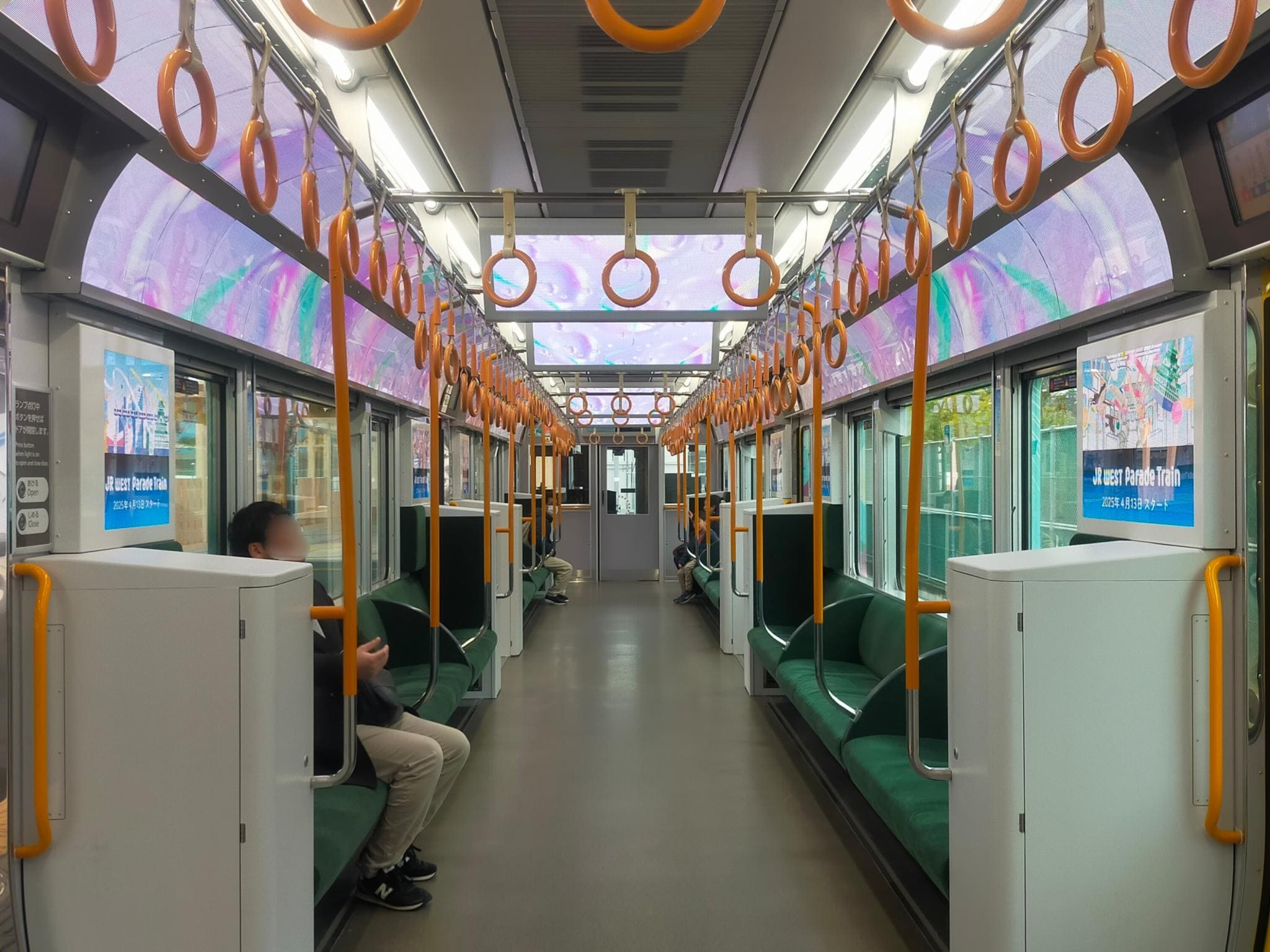
「JR WEST Parade Train」改装車内装
（2025年3月16日 桜島駅）

- 2019年（令和元年）9月8日 - 同年10月末まで、ラグビーワールドカップ2019大阪・花園開催推進委員会による「ラグビーワールドカップ2019PR事業」の取り組みの1つとして、本系列1編成を使用したラッピング車両が運行されていた[31]。本系列では初のラッピング車両となった。
- 2019年（令和元年）4月1日 - 同年9月30日まで、サンリオのキャラクター「ハローキティ」とのコラボレーション企画「HELLO! LOOP PROJECT」の一環として、LS22編成が「ハローキティ 環状線トレイン」として運行されていた[32][33]。
- 2021年（令和3年）6月11日 - 同年12月下旬まで、大阪環状線開通60周年の一環として、LS05編成・LS21編成の前面窓ガラスに記念ステッカーが貼り付けられ運行された[34][35]。
- 2025年（令和7年）4月13日（予定）より、2025年大阪・関西万博へのアクセスルートのひとつとなる桜島線（JRゆめ咲線）直通臨時列車を中心に、車内空間演出「JR WEST Parade Train」を2編成に対し実施、当該編成の1号車（桜島駅方の先頭車）にラッピングを実施する[36][37]。2024年（令和6年）12月8日に、1編成目となるLS11編成が報道向けに公開された[38][39]。1編成目は2024年（令和6年）12月14日から運行を開始する予定となっており[39]、2編成目は2025年（令和7年）2月中旬頃から運行を開始する予定となっていた[39]が、同年3月にLS12編成にラッピングが実施された[40]。

### 車体全面ラッピング

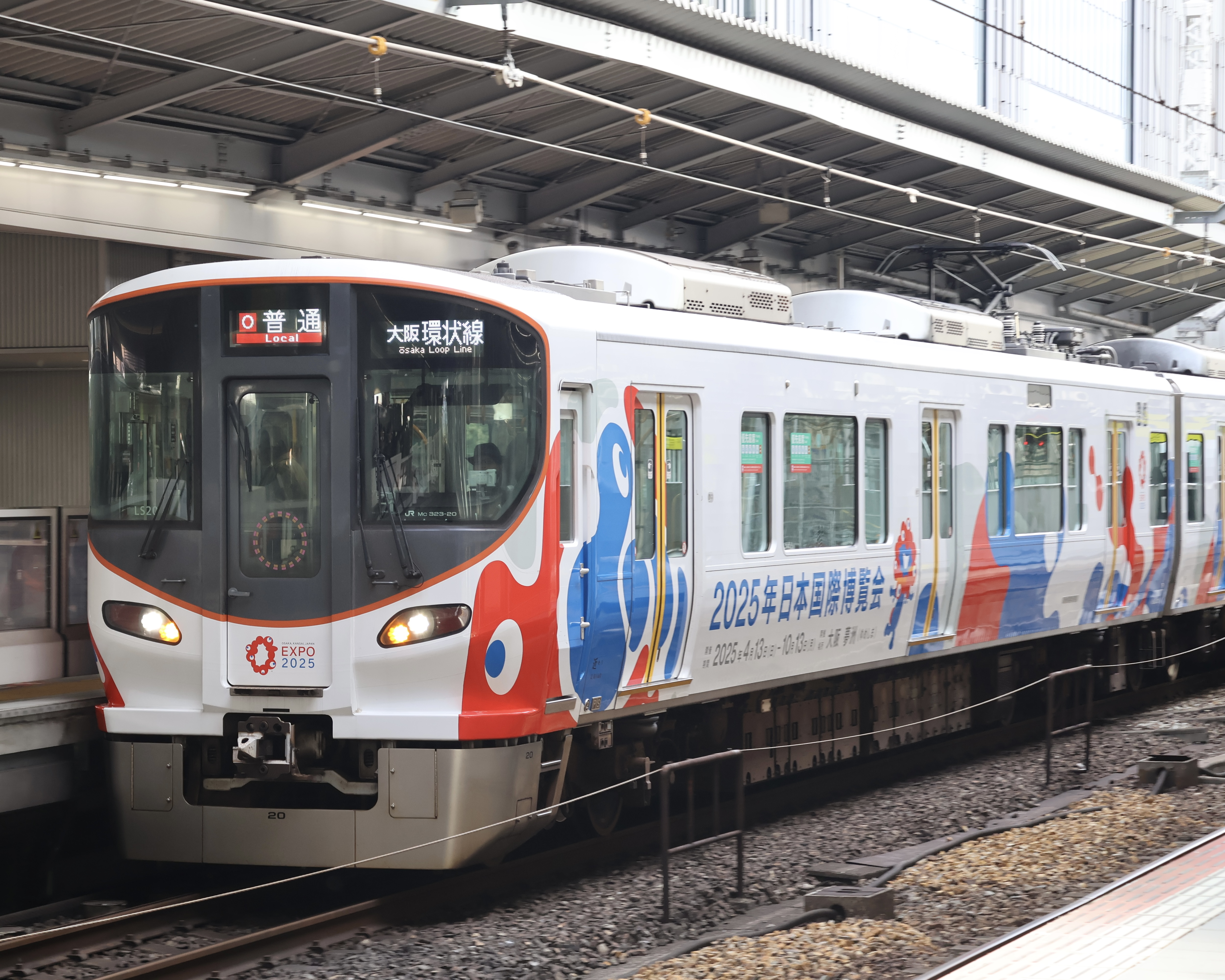
「ミャクミャク」ラッピング列車
（大阪駅 2024年11月19日撮影）

- 2021年（令和3年）1月27日より、ユニバーサル・スタジオ・ジャパン（USJ）のラッピング車両で、LS15編成に新エリア『スーパー・ニンテンドー・ワールド』をモチーフにしたラッピングを施工、運行を開始した[41]。USJのラッピング車両は2019年（令和5年）5月に引退した201系以来で、スーパーマリオシリーズでの全面ラッピング車は本車両が国内初となる[注 6]。
- 2023年（令和5年）11月30日より、大阪府夢洲で開催予定の2025年大阪・関西万博のPRとして、公式キャラクター「ミャクミャク」のデザインをモチーフにしたラッピングがLS20編成に施工され運行を開始した[注 7]。同ラッピング車両は万博会期終了時まで運行される[42]。

## 運用
2016年（平成28年）12月24日の京橋駅16時09分発の内回り普通列車から営業運転を開始し、翌12月25日には外回りおよび桜島線（JRゆめ咲線）の運用にも就いた。2017年（平成29年）3月4日のダイヤ改正までに7編成56両が投入され、この時点で日中6運用ある環状運転のうち5運用は本系列の担当となっていた。なお、120 km/h運転が出来ないなどの理由から2024年（令和6年）時点では103系・201系が従来担当していた大和路線直通の区間快速などの運用には入っていない。
2016年（平成28年）度に7編成、2017年（平成29年）度に5編成、2018年（平成30年）度に10編成の計22編成176両が投入された。
2019年（令和元年）5月10日、JR西日本は大阪環状線・JRゆめ咲線の運用で所要となる22編成の投入が2019年（令和元年）6月8日に完了することを発表した。そして、大阪環状線・桜島線における201系の運用が2019年（令和元年）6月7日に終了し、大阪環状線・桜島線の車両が全列車3扉に統一されることとなった。これに伴い4扉の乗車位置表示の丸印は一旦使用停止となったが、2021年（令和3年）2月6日以降は大阪環状線・桜島線内における女性専用車両の有無を明瞭にするため、323系充当列車は丸印で案内されるようになっている。
2025年（令和7年）3月15日 - 10月13日（予定）の間、新大阪駅 - 桜島駅間（梅田貨物線経由）で運行される臨時快速列車「エキスポライナー」にも使用される。

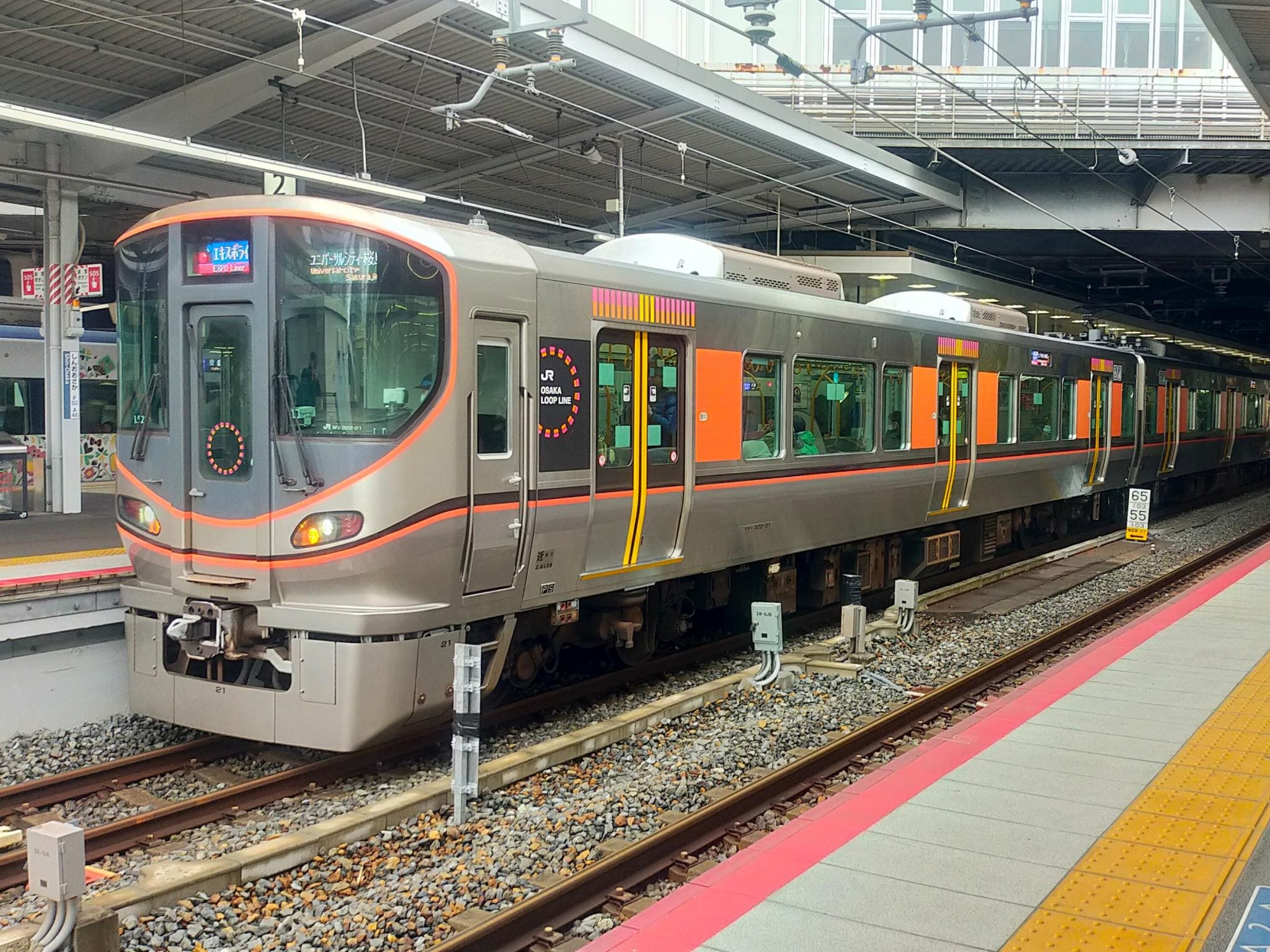
「エキスポライナー」で運用中の323系 （2025年3月16日 新大阪駅）
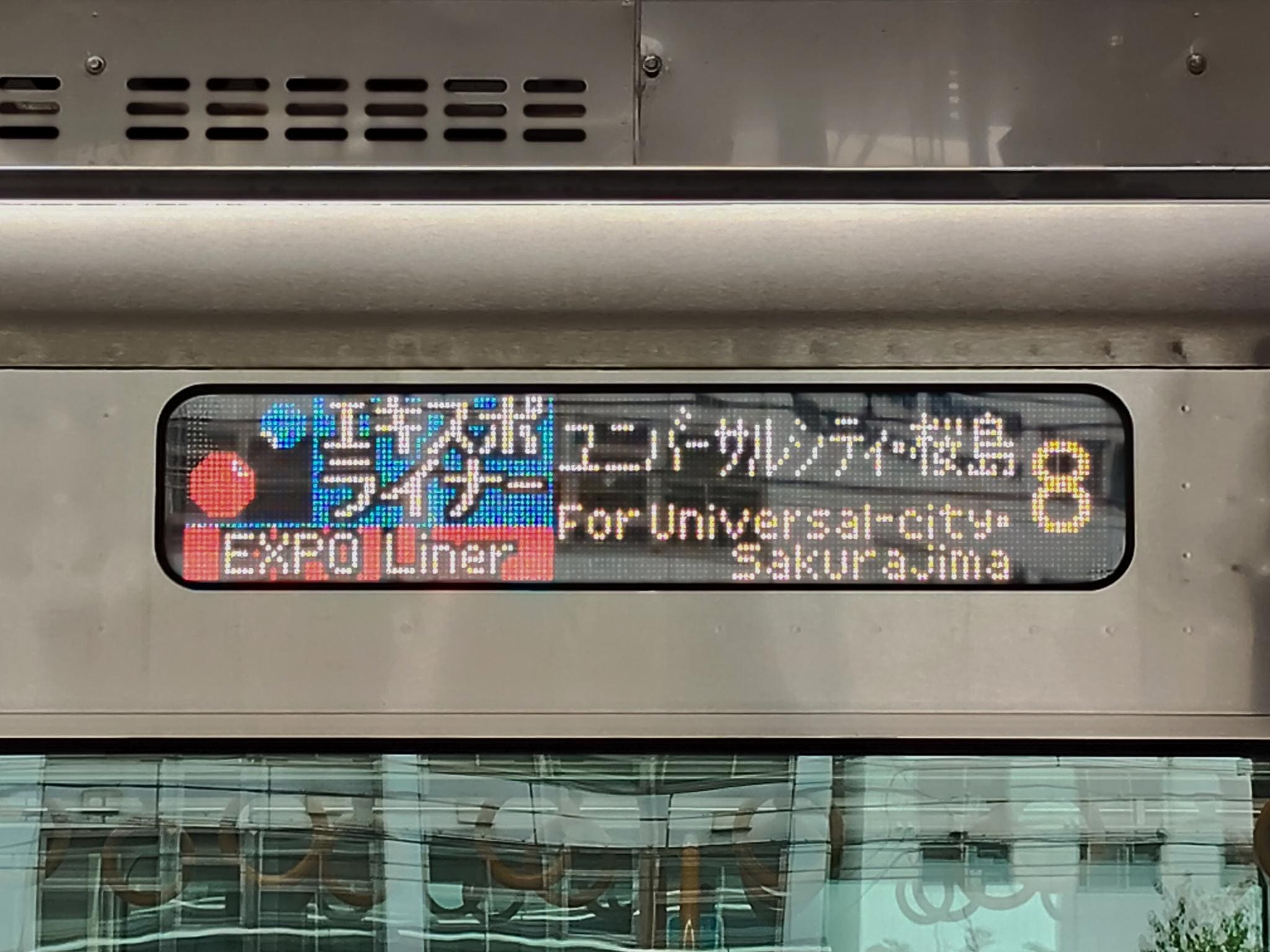
「エキスポライナー」側面表示 （2025年3月16日 新大阪駅）

## その他

### 本系列を用いた試験
JR西日本が掲げる「無線式ATCなど保安システムの進化と自動運転技術による安全性と輸送品質の向上」の一環として、自動運転の試験に本系列が使用された。

### クリスマス装飾
営業運転開始日である2016年（平成28年）12月24日と25日にLS01編成がクリスマス仕様として運行したのが始まりで、正面および側面のフルカラーLED方向幕に路線記号と交互にクリスマスツリーが表示された。以降は毎年12月25日までの約1週間の期間限定で1編成（2021年は2編成）がクリスマス仕様として運転されている。
- 2016年（平成28年） - LS01編成[54]
- 2017年（平成29年） - LS07編成[55]
- 2018年（平成30年） - LS09編成[56]
- 2019年（令和元年） - LS14編成
- 2020年（令和2年） - LS09編成
- 2021年（令和3年） - LS05編成・LS21編成[注 10]
- 2022年（令和4年） - LS07編成

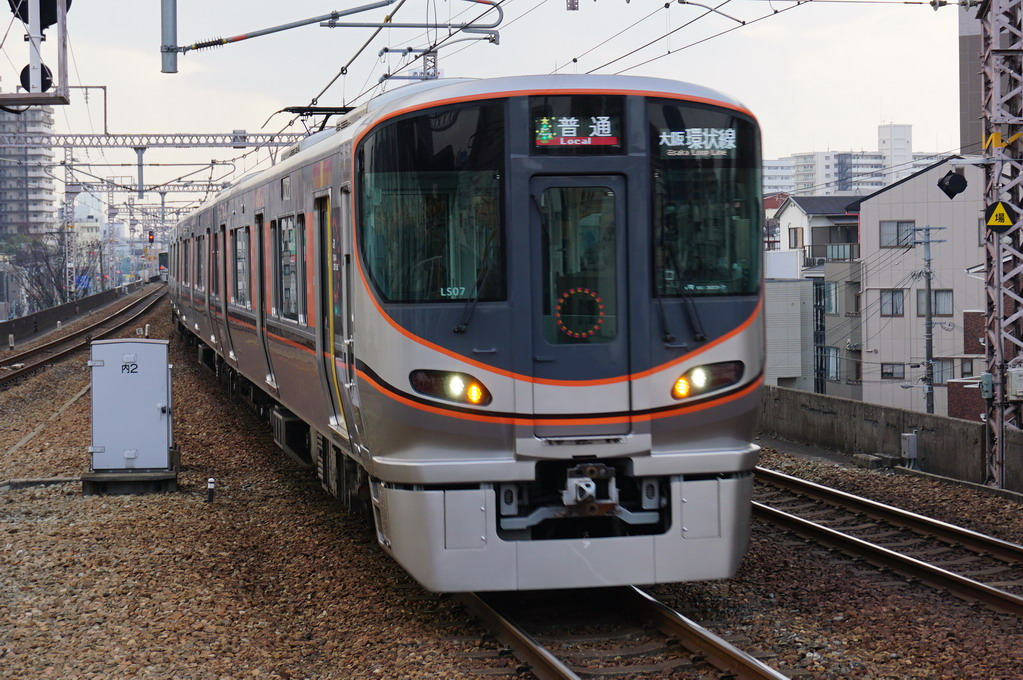
LEDにクリスマスツリーが表示されたLS07編成
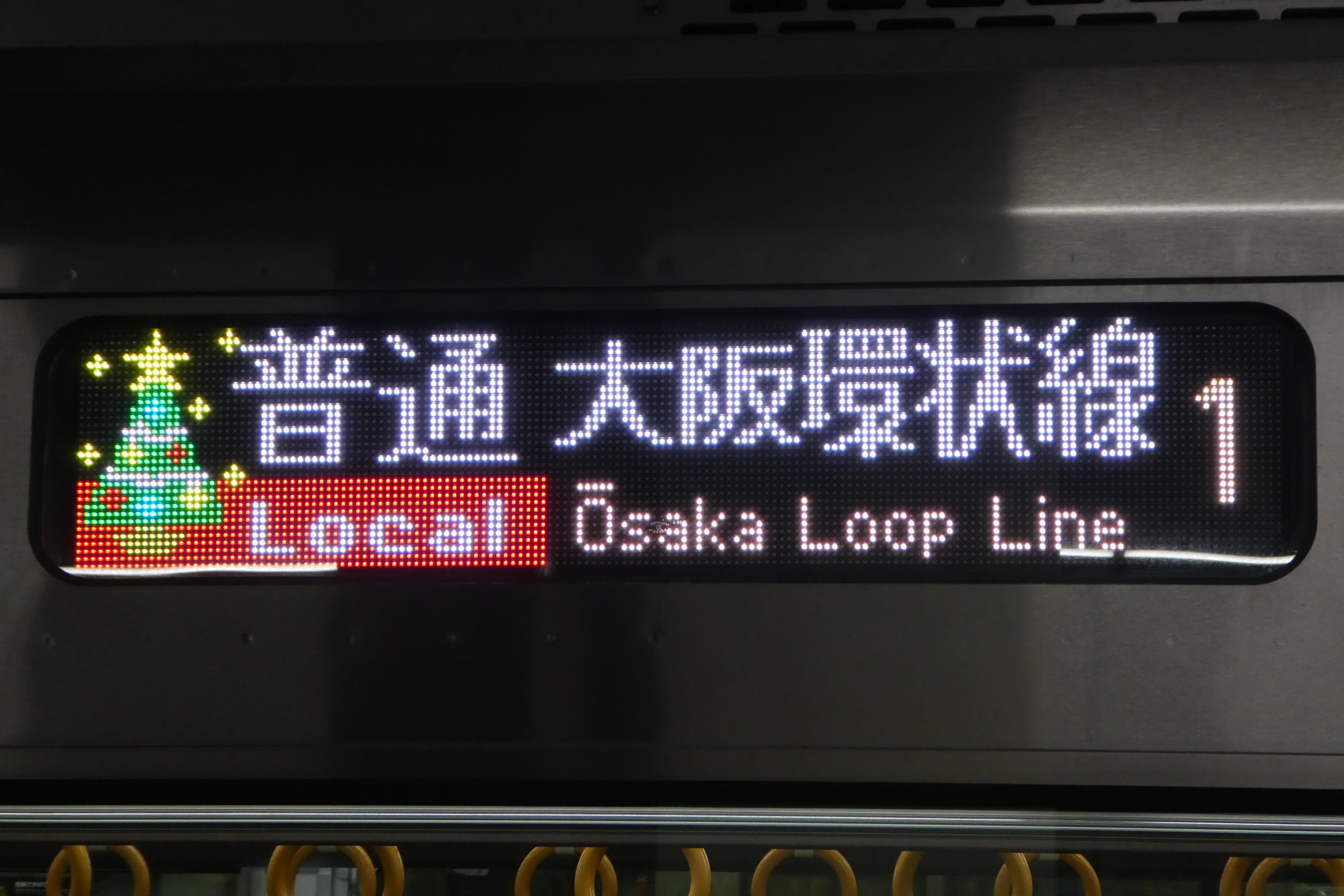
同じくLS09編成の側面LED

## 登場作品
- 新幹線変形ロボ シンカリオンZ - 「ザイライナー323オオサカカンジョウ」として登場[57]。

## 編成表
2024年（令和6年）4月1日現在
凡例
- 近車：近畿車輛
- 川重：川崎重工業車両カンパニー（現：川崎車両）
- ■：女性専用車両

| 大阪駅基準← 京橋・鶴橋（外回り）西九条・弁天町（内回り）・桜島 → | 大阪駅基準← 京橋・鶴橋（外回り）西九条・弁天町（内回り）・桜島 → | 大阪駅基準← 京橋・鶴橋（外回り）西九条・弁天町（内回り）・桜島 → | 大阪駅基準← 京橋・鶴橋（外回り）西九条・弁天町（内回り）・桜島 → | 大阪駅基準← 京橋・鶴橋（外回り）西九条・弁天町（内回り）・桜島 → | 大阪駅基準← 京橋・鶴橋（外回り）西九条・弁天町（内回り）・桜島 → | 大阪駅基準← 京橋・鶴橋（外回り）西九条・弁天町（内回り）・桜島 → | 大阪駅基準← 京橋・鶴橋（外回り）西九条・弁天町（内回り）・桜島 → | 大阪駅基準← 京橋・鶴橋（外回り）西九条・弁天町（内回り）・桜島 → | 大阪駅基準← 京橋・鶴橋（外回り）西九条・弁天町（内回り）・桜島 → | 大阪駅基準← 京橋・鶴橋（外回り）西九条・弁天町（内回り）・桜島 → |
| ---------------------------------------------------------------- | ---------------------------------------------------------------- | ---------------------------------------------------------------- | ---------------------------------------------------------------- | ---------------------------------------------------------------- | ---------------------------------------------------------------- | ---------------------------------------------------------------- | ---------------------------------------------------------------- | ---------------------------------------------------------------- | ---------------------------------------------------------------- | ---------------------------------------------------------------- |
| 編成 番号                                                        | クモハ 323                                                       | モハ 322                                                         | モハ 322                                                         | モハ 323                                                         | モハ 322                                                         | モハ 322                                                         | モハ 323                                                         | クモハ 322                                                       | 落成日                                                           | 備考                                                             |
| LS01                                                             | 1                                                                | 1                                                                | 2                                                                | 501                                                              | 3                                                                | 4                                                                | 2                                                                | 1                                                                | 2016/07/03 （近車）                                              |                                                                  |
| LS02                                                             | 2                                                                | 5                                                                | 6                                                                | 503                                                              | 7                                                                | 8                                                                | 4                                                                | 2                                                                | 2016/10/25 （近車）                                              |                                                                  |
| LS03                                                             | 3                                                                | 9                                                                | 10                                                               | 505                                                              | 11                                                               | 12                                                               | 6                                                                | 3                                                                | 2016/11/08 （近車）                                              |                                                                  |
| LS04                                                             | 4                                                                | 13                                                               | 14                                                               | 507                                                              | 15                                                               | 16                                                               | 8                                                                | 4                                                                | 2016/11/22 （近車）                                              |                                                                  |
| LS05                                                             | 5                                                                | 17                                                               | 18                                                               | 509                                                              | 19                                                               | 20                                                               | 10                                                               | 5                                                                | 2016/12/06 （近車）                                              |                                                                  |
| LS06                                                             | 6                                                                | 21                                                               | 22                                                               | 511                                                              | 23                                                               | 24                                                               | 12                                                               | 6                                                                | 2016/12/22 （近車）                                              |                                                                  |
| LS07                                                             | 7                                                                | 25                                                               | 26                                                               | 513                                                              | 27                                                               | 28                                                               | 14                                                               | 7                                                                | 2017/01/12 （近車）                                              |                                                                  |
| LS08                                                             | 8                                                                | 29                                                               | 30                                                               | 515                                                              | 31                                                               | 32                                                               | 16                                                               | 8                                                                | 2017/05/18 （川重）                                              |                                                                  |
| LS09                                                             | 9                                                                | 33                                                               | 34                                                               | 517                                                              | 35                                                               | 36                                                               | 18                                                               | 9                                                                | 2017/08/24 （近車）                                              |                                                                  |
| LS10                                                             | 10                                                               | 37                                                               | 38                                                               | 519                                                              | 39                                                               | 40                                                               | 20                                                               | 10                                                               | 2017/09/07 （近車）                                              |                                                                  |
| LS11                                                             | 11                                                               | 41                                                               | 42                                                               | 521                                                              | 43                                                               | 44                                                               | 22                                                               | 11                                                               | 2017/10/12 （近車）                                              | JR WEST Parade Train                                             |
| LS12                                                             | 12                                                               | 45                                                               | 46                                                               | 523                                                              | 47                                                               | 48                                                               | 24                                                               | 12                                                               | 2017/11/09 （近車）                                              | JR WEST Parade Train                                             |
| LS13                                                             | 13                                                               | 49                                                               | 50                                                               | 525                                                              | 51                                                               | 52                                                               | 26                                                               | 13                                                               | 2018/08/08 （川重）                                              |                                                                  |
| LS14                                                             | 14                                                               | 53                                                               | 54                                                               | 527                                                              | 55                                                               | 56                                                               | 28                                                               | 14                                                               | 2018/09/19 （川重）                                              |                                                                  |
| LS15                                                             | 15                                                               | 57                                                               | 58                                                               | 529                                                              | 59                                                               | 60                                                               | 30                                                               | 15                                                               | 2018/10/31 （川重）                                              | スーパー・ニンテンドー・ワールド ラッピング                      |
| LS16                                                             | 16                                                               | 61                                                               | 62                                                               | 531                                                              | 63                                                               | 64                                                               | 32                                                               | 16                                                               | 2019/01/22 （近車）                                              |                                                                  |
| LS17                                                             | 17                                                               | 65                                                               | 66                                                               | 533                                                              | 67                                                               | 68                                                               | 34                                                               | 17                                                               | 2019/02/01 （近車）                                              |                                                                  |
| LS18                                                             | 18                                                               | 69                                                               | 70                                                               | 535                                                              | 71                                                               | 72                                                               | 36                                                               | 18                                                               | 2019/03/04 （川重）                                              |                                                                  |
| LS19                                                             | 19                                                               | 73                                                               | 74                                                               | 537                                                              | 75                                                               | 76                                                               | 38                                                               | 19                                                               | 2019/02/27 （近車）                                              |                                                                  |
| LS20                                                             | 20                                                               | 77                                                               | 78                                                               | 539                                                              | 79                                                               | 80                                                               | 40                                                               | 20                                                               | 2019/03/15 （近車）                                              | ミャクミャクラッピング                                           |
| LS21                                                             | 21                                                               | 81                                                               | 82                                                               | 541                                                              | 83                                                               | 84                                                               | 42                                                               | 21                                                               | 2019/03/27 （近車）                                              |                                                                  |
| LS22                                                             | 22                                                               | 85                                                               | 86                                                               | 543                                                              | 87                                                               | 88                                                               | 44                                                               | 22                                                               | 2018/08/29 （近車）                                              |                                                                  |